# Liste der Kulturdenkmale in Langenbernsdorf

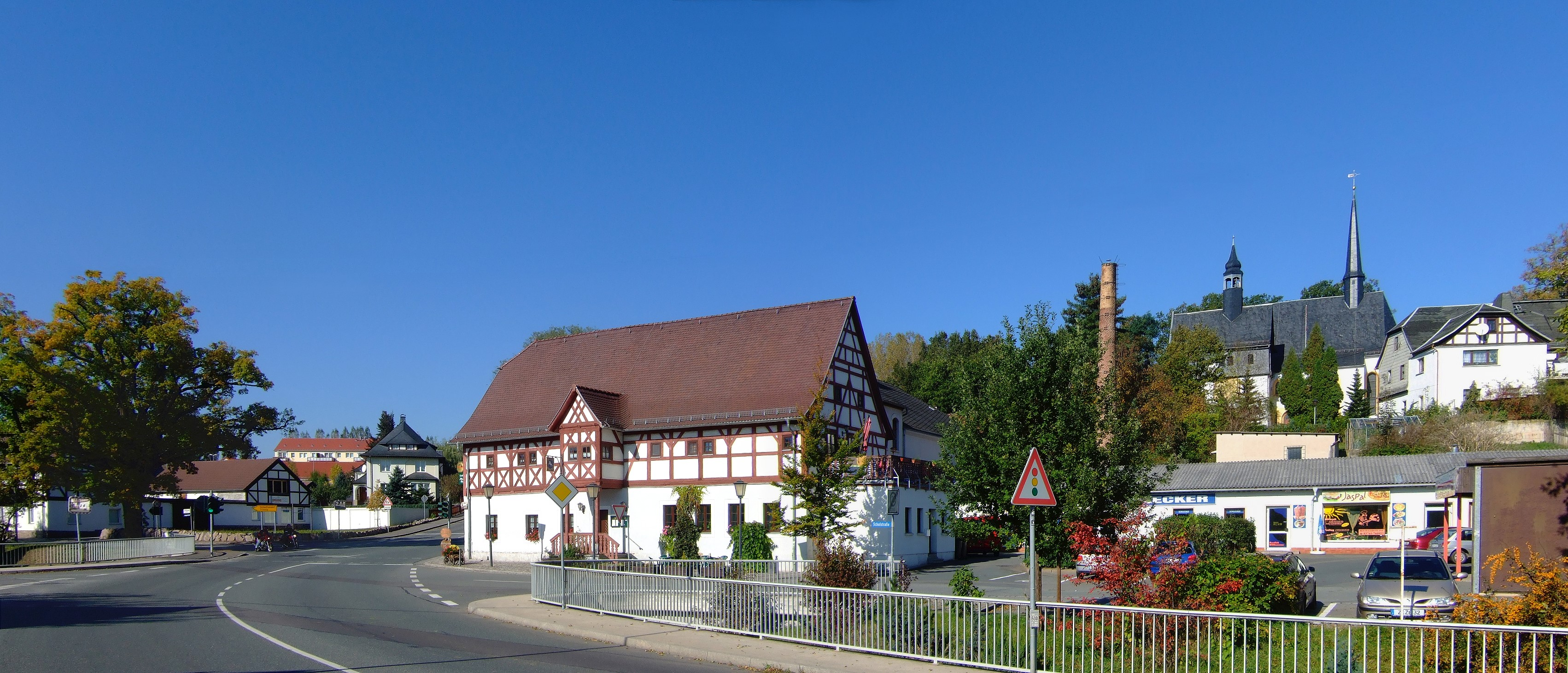
Ortszentrum von Langenbernsdorf mit dem Gasthof „Weißes Ross“ und der Kirche St. Katharinen

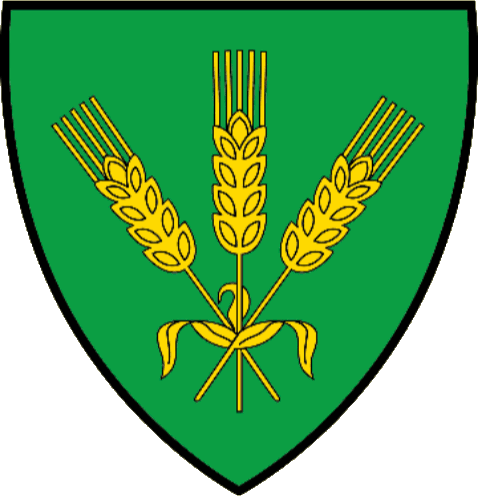
Wappen von Langen-bernsdorf

Die Liste der Kulturdenkmale in Langenbernsdorf enthält die Kulturdenkmale in der Gemeinde Langenbernsdorf mit den Ortsteilen Langenbernsdorf, Niederalbertsdorf und Trünzig.
Diese Liste ist eine Teilliste der Liste der Kulturdenkmale in Sachsen.

## Legende
- Bild: Bild des Kulturdenkmals, ggf. zusätzlich mit einem Link zu weiteren Fotos des Kulturdenkmals im Medienarchiv Wikimedia Commons. Wenn man auf das Kamerasymbol klickt, können Fotos zu Kulturdenkmalen aus dieser Liste hochgeladen werden:
- Bezeichnung: Denkmalgeschützte Objekte und ggf. Bauwerksname des Kulturdenkmals
- Lage: Straßenname und Hausnummer oder Flurstücknummer des Kulturdenkmals. Die Grundsortierung der Liste erfolgt nach dieser Adresse. Der Link (Karte) führt zu verschiedenen Kartendiensten mit der Position des Kulturdenkmals. Fehlt dieser Link, wurden die Koordinaten noch nicht eingetragen. Sind diese bekannt, können sie über ein Tool mit einer Kartenansicht einfach nachgetragen werden. In dieser Kartenansicht sind Kulturdenkmale ohne Koordinaten mit einem roten bzw. orangen Marker dargestellt und können durch Verschieben auf die richtige Position in der Karte mit Koordinaten versehen werden. Kulturdenkmale ohne Bild sind an einem blauen bzw. roten Marker erkennbar.
- Datierung: Baubeginn, Fertigstellung, Datum der Erstnennung oder grobe zeitliche Einordnung entsprechend des Eintrags in der sächsischen Denkmaldatenbank
- Beschreibung: Kurzcharakteristik des Kulturdenkmals entsprechend des Eintrags in der sächsischen Denkmaldatenbank, ggf. ergänzt durch die dort nur selten veröffentlichten Erfassungstexte oder zusätzliche Informationen
- ID: Vom Landesamt für Denkmalpflege Sachsen vergebene, das Kulturdenkmal eindeutig identifizierende Objekt-Nummer. Der Link führt zum PDF-Denkmaldokument des Landesamtes für Denkmalpflege Sachsen. Bei ehemaligen Kulturdenkmalen können die Objektnummern unbekannt sein und deshalb fehlen bzw. die Links von aus der Datenbank entfernten Objektnummern ins Leere führen. Ein ggf. vorhandenes Icon  führt zu den Angaben des Kulturdenkmals bei Wikidata.

## Langenbernsdorf
| Bild                                    | Bezeichnung | Lage                                  | Datierung                                            | Beschreibung | ID       |
| --------------------------------------- | --- | ------------------------------------- | ---------------------------------------------------- | --- | -------- |
| Direkt Bild zu diesem Denkmal hochladen | Wohnhaus eines Vierseithofes | Bachstraße 4 (Karte)                  | laut Auskunft 1910                                   | Baugeschichtlich von Bedeutung, ein Haus im Reformstil der Zeit um 1910 mit Fachwerkelementen. Mit Fachwerkdrempel, originaler Haustür und Fenster, Bleiglasfenster, Zwerchgiebel mit Zierfachwerk, massives Haus, Putzfassade, Mittelrisalit, Fensterläden. | 09242838 |
| Direkt Bild zu diesem Denkmal hochladen | Scheune eines Vierseithofes | Bachstraße 6 (Karte)                  | um 1700                                              | Baugeschichtlich von Bedeutung, altertümlicher Fachwerkbau. Weit überkragendes Dach an Hofseite, gestaltete Holzverbindung, wichtig für Dorfbild. | 09242839 |
| Direkt Bild zu diesem Denkmal hochladen | Wohnstallhaus eines Vierseithofes | Bachstraße 7 (Karte)                  | um 1800                                              | Obergeschoss Fachwerk, baugeschichtlich und städtebaulich von Bedeutung. Fachwerk Obergeschoss, Satteldach, Erdgeschoss massiv. | 09242840 |
| Direkt Bild zu diesem Denkmal hochladen | Scheune eines Vierseithofes | Bachstraße 10 (Karte)                 | um 1800                                              | Baugeschichtlich und städtebaulich von Bedeutung. Ein Fachwerkbau, Fachwerk gut erhalten. | 09242842 |
| Direkt Bild zu diesem Denkmal hochladen | Stallgebäude eines Vierseithofes | Bachstraße 11 (Karte)                 | um 1800                                              | Baugeschichtlich und städtebaulich von Bedeutung. Erdgeschoss massiv und verändert, Fachwerk Obergeschoss, teilweise Schiebefenster, Fenster in Originalgröße, Satteldach, wichtig für Straßenbild. | 09242843 |
| Direkt Bild zu diesem Denkmal hochladen | Wohnstallhaus, Scheune und zwei Seitengebäude eines Vierseithofes | Bachstraße 13 (Karte)                 | um 1800                                              | Geschlossen erhaltener Bauernhof, baugeschichtlich, sozialgeschichtlich und städtebaulich von Bedeutung. - Wohnhaus: Blockstube erhalten, Holzeinschubdecke, Ständer vom Umgebinde erhalten, aber zugesetzt, Fachwerk Obergeschoss, Wetterschräge am Giebel, Erdgeschoss Fachwerk, Giebeldreieck verkleidet, - Seitengebäude: Mit Durchfahrt, Auszüglerwohnung, - Drittes und viertes Gebäude: Seitengebäude, stärker verändert, alte Fenster noch erhalten, volkskundlich interessant. | 09242844 |
| Direkt Bild zu diesem Denkmal hochladen | Stallgebäude und Toreinfahrt eines Vierseithofes | Bachstraße 17 (Karte)                 | bezeichnet 1909                                      | Baugeschichtlich und städtebaulich von Bedeutung. Beide Giebel massiv, Fachwerk Obergeschoss, Erdgeschoss massiv, Klinkermischbauweise. | 09242845 |
| Direkt Bild zu diesem Denkmal hochladen | Altes Wohnstallhaus eines Vierseithofes | Bachstraße 22 (Karte)                 | um 1700                                              | Baugeschichtlich von Bedeutung, ein Fachwerkbau. Gezapfte Fußstreben, abgefast an Schwelle, vermutlich ehemaliges Umgebindehaus, Lehmstock im Erdgeschoss teilweise erhalten, Satteldach, traufseitiger Anbau, holzreiche Fachwerkkonstruktion, Giebel verschiefert, Holzdecke Scheune hinten quer ist in der Nacht vom 24. auf den 25. Januar 2017 abgebrannt. | 09242846 |
| Direkt Bild zu diesem Denkmal hochladen | Schule, später Rathaus, mit Nebengebäude | Bahnhofstraße 1 (Karte)               | bezeichnet 1905                                      | Baugeschichtlich und ortsgeschichtlich von Bedeutung, Jugendstilanklänge, Putzfassade mit Klinkergliederung. Klinkermischbauweise, einfacher figürlicher Fassadenschmuck, Nebengebäude vermutlich Schuppen und Toilettenhaus der ehemaligen Schule. | 09242849 |
| Weitere Bilder                          | Sachgesamtheitsbestandteil der Sachgesamtheit Werdauer Waldeisenbahn mit ihren Bahnanlagen, darunter Gleis- und Signalanlagen, Bahnstationen und Brücken in der Stadt Werdau (OT Werdau, Leubnitz) sowie in der Gemeinde Langenbernsdorf (OT Langenbernsdorf, Trünzig), davon gehören zum Teilabschnitt Langenbernsdorf, OT Langenbernsdorf: die Einzeldenkmale - Empfangsgebäude mit Anbau, - Heiste und Bahnsteig des Bahnhofs Langenbernsdorf (siehe Obj. 09305657) und die - Sachgesamtheitsteile Unterbau, Oberbau, Signalanlagen, Fernmeldeanlagen, Streckenkilometrierung sowie eine Eisenbahnbrücke | Bahnhofstraße 22 (Karte)              |                                                      | Wichtige Abfuhrstrecke für westsächsische Steinkohle nach Thüringen sowie für Seelingstädter Urankonzentrat in Richtung der UdSSR, damit die Region über die Landesgrenze hinaus stark prägend und wirtschaftsgeschichtlich, eisenbahngeschichtlich sowie regionalgeschichtlich von Bedeutung (siehe auch das Sachgesamtheitsdokument in Werdau, OT Werdau – Objekt 09305659 – sowie die Sachgesamtheitsbestandteildokumente in Werdau, OT Leubnitz – Objekt 09305660 – und in Langenbernsdorf, OT Trünzig – Objekt 09305662). Einzeldenkmale: - Teilabschnitt Werdau, OT Werdau: Haltepunkt Werdau West (siehe Objekt 09243455), - Teilabschnitt Langenbernsdorf, OT Langenbernsdorf: Bahnhof Langenbernsdorf (siehe Objekt 09305657), - Teilabschnitt Langenbernsdorf, OT Trünzig: Bahnhof Trünzig (siehe Objekt 09305658), Sachgesamtheitsteile: - Unterbau: Planum für eine zweigleisig projektierte Trassierung, Stützmauern an Geländeeinschnitten sowie mehrere Eisenbahnbrücken (siehe Beschreibung weiter unten) - Oberbau: Gleiskörper mit Haupt- und Nebengleisen sowie Weichen, heterogener Bestand mit hölzernen und Beton-Schwellen, letzte Erneuerungen Mitte der 1990er Jahre (am Abzweig von der Hauptstrecke Leipzig–Hof in Werdau lt. EFwO-Angabe noch um 2000 erneuert) - Signalanlagen: Elektrische Signale (die meisten Bahnhöfe der Strecke waren nur mit Einfahrsignalen ausgestattet, lediglich Werdau, Wünschendorf und Weida erhielten außerdem Ausfahrsignale), Pfeiftafeln und Schneepflugtafeln an Bahnübergängen (diese waren mit Ausnahme des Bahnhofs Langenbernsdorf unbeschrankt) - Streckenfernsprechleitung: Hölzerne Telegrafenmasten mit Porzellanisolatoren an eisernen Querträgern (unterschiedliche Bauformen: Einzelmasten, Strebmasten), zum Teil mit Fernsprecherkästen oder Lautsprecher, Freileitungen ursprünglich aus nicht isolierten Drähten – für den bahneigenen Fernmelde- und Telefonbetrieb an nicht elektrifizierten Eisenbahnstrecken (heute überwiegend durch Mobilfunk – GSM-R – ersetzt), besonders an einspurigen Strecken zur Kommunikation zwischen Zügen und Bahnhöfen wichtig (ein Bahnfunkloch führte etwa 1995 zu einem Zugunglück auf der Strecke, bei dem bei Teichwolframsdorf zwei Züge aufeinanderprallten), inzwischen von Seltenheitswert und eisenbahn- wie auch technikgeschichtlicher Bedeutung. - Streckenkilometrierung mittels sogenannter Hektometersteine: Seitlich des Gleisbetts und rechtwinklig zum Gleis aufgestellte, in den Boden eingelassene Betonstelen mit eingegossener, schwarz eingefärbter Nummerierung, ursprünglich aus Stein gearbeitet, später aufgrund verhältnismäßig hoher Herstellungs- und Wartungskosten durch Blechtafeln an Pfosten oder Signalmasten bzw. nach Streckenelektrifizierung an Oberleitungsmasten ersetzt, heute damit nur noch auf nicht elektrifizierten Nebenstrecken im Einsatz, von Seltenheitswert und eisenbahngeschichtlicher Bedeutung. Eisenbahnbrücken: Im Streckenverlauf existieren v. a. auf thüringischer Seite einige bemerkenswerte (auch denkmalgeschützte) Kunstbauten, darunter drei Tunnelbauten und das Oschütztalviadukt von 1884, ein unter Leitung des u. a. für die Konstruktion des Blauen Wunders in Dresden bekannten Bauingenieurs Claus Köpke errichtetes Pendelpfeiler-Viadukt. Auf der sächsischen Seite waren keine großen Geländeeinschnitte zu überwinden und nur wenige Straßen kreuzten die Strecke nicht höhengleich, so etwa bei zwei Eisenbahnüberführungen auf dem Teilabschnitt zwischen Werdau Hauptbahnhof und Haltepunkt Werdau West im 1901 neu angelegten Gleisbogen westlich von Werdau. - Teilabschnitt Werdau, OT Werdau: - Eisenbahnbrücke über die Kantstraße/Straße zum Westbahnhof, Streckenkilometer 1,676: Betonbogenbrücke, 27 m lang, 6,3 m hoch, Baujahr 1938, ersetzte vmtl. ältere Brückenkonstruktion, straßenbildprägend und eisenbahn- sowie baugeschichtlich von Bedeutung, - Eisenbahnbrücke über die Stadtgutstraße, Streckenkilometer 1,485, Natursteinbogenbrücke, im Kern vmtl. von 1901, mit südlicher Erweiterung von 1938 (Betonbogenkonstruktion) und Betonverblendung an der nördlichen Stirnseite, 25,4 m lang, 6 m hoch, Verbreiterung zeugt vom teilweisen Ausbau der Strecke zur zweigleisigen Hauptbahn zwischen 1937 und 1939, straßenbildprägend und eisenbahn- sowie baugeschichtlich von Bedeutung. - Teilabschnitt Langenbernsdorf, OT Langenbernsdorf: - Eisenbahnüberführung zwischen den Bahnhöfen Langenbernsdorf und Teichwolframsdorf, um 1938 als Betonbalkenbrücke errichtet, erhielt um 1995 eine neue Stahlbetonplatte (Walzträger in Beton), Widerlager und seitliche Flügelmauern aus gespitztem Beton, Ansichtsflächen der Fahrbahnplatte sowie der die Flügelmauern abschließenden Platten kannelurartig ausgearbeitet. Straßenüberführung, Teilabschnitt Langenbernsdorf, OT Trünzig: Straßenbrücke über die Eisenbahnstrecke nach dem Haltepunkt Trünzig, überführt die „Hohe Straße“ von Langenbernsdorf nach Wolframsdorf, vmtl. im Zuge des Streckenbaus errichtet, in den 1930er Jahren im Zuge der projektierten, aber nie durchgeführten Elektrifizierung der Strecke erhöht, um die Lichthöhe an den größeren Platzbedarf von Oberleitungen anzupassen (lt. Aussage EFachwerkO), Betonbalkenbrücke, Flügelmauern gänzlich aus Schichtmauerwerk, Widerlager in den unteren 3/4 ebenfalls in Schichtmauerwerk mit Eckquaderung aus bossierten Porphyr-Werksteinen, darüber gespitzter Beton, an den Kanten scharriert, Ansichtsflächen der Fahrbahnplatte kannelurartig strukturiert Zur Geschichte der Strecke: Teil der Eisenbahnstrecke Bahnstrecke Werdau–Mehltheuer, verläuft auf sächsischem sowie thüringischem Gebiet, regelspurige Nebenbahn – letzter großer Bau einer Regelspurbahn im westsächsischen Raum Eisenbahnstrecke Leipzig–Werdau–Hof (Streckenkürzel WM) zwischen 1842 und 1851 als eine der ersten Fernbahnen Deutschlands schrittweise in Betrieb genommen, 1845 Inbetriebnahme der Abschnitte Crimmitschau–Werdau und Werdau–Zwickau (Abzweig von der Hauptstrecke zur verkehrsmäßigen Erschließung der Zwickauer Steinkohlengruben), seit den 1860er Jahren Diskussionen zur Erbauung einer weiteren Eisenbahnstreckenanbindung für Werdau, 1872 Gründung der „Sächsisch-Thüringischen Ostwestbahnactiengesellschaft“ mit der Konzession zum Bau einer zweigleisigen Strecken von Werdau nach Weida (sollte den Transport des Zwickauer Steinkohlenkokses zu dem seit 1872 bestehenden thüringischen Eisenhüttenwerk, der Maximilianhütte, erleichtern und darüber hinaus den forstwirtschaftlich genutzten Werdauer Wald erschließen), Baubeginn des Streckenabschnitts Werdau–Weida 1874, Eröffnung 1876, seit 1882 Eigentum der Königlich-Sächsischen Staatseisenbahnen (1884 als Sekundärbahn eingestuft), diente vorrangig dem Güterverkehr. Seelingstädt und Teichwolframsdorf (bis zum Zweiten Weltkrieg beliebter Ausflugspunkt für Ausflügler aus Werdau und Umgebung) waren zunächst einzige Zustiegspunkte entlang der neuen Strecke, später Einrichtung weiterer Bahnhöfe/Haltepunkte (auf sächsischer Seite: 1884 Langenbernsdorf, 1916 Werdau West, 1952 Trünzig), Anstieg des überwiegend lokalen Personenverkehrs auf der Strecke, 1898–1901 neue Ausfahrt aus dem Werdauer Bahnhof in nördlicher Richtung mit Überbrückung der Leipziger Strecke (zuvor südliche Streckenführung über Leubnitzer Flur, Bahndamm hier noch teilweise erhalten), Betrieb als eingleisige Nebenbahn, obwohl der Unterbau für zweigleisigen Betrieb trassiert ist, ab 1899 zweigleisiger Ausbau des Teilstücks Gauern–Endschütz (Thüringen), 1937/38 Beginn des Ausbaus der Strecke für den durchgehend zweigleisigen Verkehr (Fläche bereits von Anfang an im Eigentum der Eisenbahn), jedoch fehlte das notwendige Planum, ebenso mussten Brücken verbreitert werden (vgl. Reuß o. J., S. 7, Merkel 1977, S. 33), Zweigleisigkeit konnte aufgrund der Kriegsvorbereitungen allerdings nicht mehr komplett hergestellt werden. 1947 Abbau des vorhandenen zweiten Gleises als Reparationsleistung, seitdem eingleisig, ab 1949 Uranerzbergbau (Tagebau) im Raum Seelingstädt durch die SDAG Wismut – großer Anstieg im Verkehrsaufkommen der Strecke: zunächst Transport der Gesteinsmassen zur Wäsche nach Crossen (bei Zwickau), mit der Inbetriebnahme des Erzaufbereitungsbetriebs 102 in Seelingstädt 1961 Transport von Urankonzentrat in Richtung UdSSR, in den 1960er Jahren Schließung der Güterabfertigungsstellen Endschütz, Teichwolframsdorf und Langenbernsdorf für den öffentlichen Güterverkehr, lediglich Endbahnhöfe sowie Seelingstädt und Wünschendorf weiterhin als Güterbahnhof aktiv, zudem Rückgang des Personentransports auf der Strecke mit dem Aufkommen des motorisierten lokalen Personennahverkehrs, weiterhin Nutzung der Strecke als kürzeste Verbindung zwischen Zwickau und Gera für Reisezüge (Umleitungsstrecke für die Hauptbahn Gößnitz–Gera) sowie für die Wismut-Transporte – noch in den 1970er Jahren täglich knapp 60 Züge, daher 1975 Erneuerung der Nebenstrecke, mit dem Erliegen des Uranerzbergbaus nach der Wende schließlich massiver Rückgang des Verkehrsaufkommens auf der Strecke, 1997 Einstellung des Personenverkehrs und 1999 des Güterverkehrs. | 09305661 |
|                                         | Empfangsgebäude mit Anbau, Heiste und Bahnsteig | Bahnhofstraße 22 (Karte)              | vermutlich 1882                                      | Bahnsteig inklusive Bahnsteigkanten aus Beton, authentisches Ensemble innerhalb der Sachgesamtheit Werdauer Waldeisenbahn, eisenbahngeschichtlich und ortsgeschichtlich von Bedeutung. (Siehe auch das Sachgesamtheitsdokument Werdauer Waldeisenbahn – Objekt 09305659) Einzeldenkmale der Sachgesamtheit Werdauer Waldeisenbahn: - Empfangsgebäude (schlichter zweigeschossiger roter Klinkerbau auf T-förmigem Grundriss, mit Drempel, Geschosse durch vorkragende Ziegelbänder voneinander abgesetzt, mittlere Fensterachse der bahnsteigzugewandten Traufseite als Risalit leicht hervorgehoben, Natursteinsockel, flaches Satteldach), Ursprungsbau (drei Fensterachsen) erbaut vermutlich 1882, 1884 um Obergeschoss mit Dienstwohnung erweitert, um 1895 am Westgiebel um vier Fensterachsen im gleichen Baustil verlängert (aufgrund der Verlängerung zwei Eingänge), - Eingeschossiger Anbau am Westgiebel des Empfangsgebäudes, ehemalige Restauration/Bahnhofswirtschaft, 1897 als Wartehalle errichtet (gleisseitig Fachwerk-Fassade mit großen Fensteröffnungen, Pultdach nach Süden abfallend), - Davor Heiste mit Geländer, - Bahnsteig (Bahnsteigkante aus Betonelementen). Haltepunkt der Eisenbahnstrecke Werdau–Mehltheuer (Streckenkürzel WM), Streckenkilometer 5,71, am 29. August 1876 zunächst als „Holzladestelle am Bauernsteig“ für den Güterverkehr eröffnet, vermutlich ab Sommer 1882 auch Personenhaltestelle, ab 1905 Bahnhof, ab 1908 mit dem Stationsnamen „Langenbernsdorf“, 1933–1952 zwischenzeitlich wieder Haltestelle und ab 1983 nur noch Haltepunkt, Schließung am 24. Mai 1998, der Bahnhof war vor dem Ersten Weltkrieg ein wichtiger Knotenpunkt für den Ausflugsverkehr in den Werdauer Wald, die Holzverladung fand westlich des Empfangsgebäudes an der 1958 durch die SDAG Wismut erneuerten Seitenrampe statt (Gleis 1, 1984 abgebrochen), der Bahnsteig lag am Hauptgleis 2, vor 1983 wurde die Straße „Bauernsteig“ am Bahnübergang durch eine mechanische Vollschranke gesichert. | 09305657 |
| Direkt Bild zu diesem Denkmal hochladen | Häuslerhaus (ohne nachträglichen Anbau) | Bergweg 5 (Karte)                     | um 1800                                              | Zeittypisches Fachwerkhaus, sozial- und baugeschichtlich von Bedeutung. Neubau angefügt, dieser kein Denkmal. | 09242851 |
| Direkt Bild zu diesem Denkmal hochladen | Wohnhaus mit angebautem Schuppen | Forststraße 1 (Karte)                 | um 1910                                              | Vielleicht ehemaliges Forsthaus, im frühen Heimatstil, baugeschichtlich von Bedeutung. Putzfassade mit Klinker, Giebel verbrettert mit Sonnenmotiv, originale Dachbauten und Fenster, Fensterläden. | 09242864 |
| Direkt Bild zu diesem Denkmal hochladen | Wohnhaus | Forststraße 2 (Karte)                 | um 1905                                              | Baugeschichtlich von Bedeutung, im frühen Heimatstil. Mit Schwebegiebel, Fenster erneuert, Fensterläden fehlen, Putz und Klinker, Giebeldreieck verbrettert. | 09242865 |
| Direkt Bild zu diesem Denkmal hochladen | Wohnmühlengebäude, zwei Seitengebäude, Scheune sowie Toreinfahrt | Hauptstraße 6 (Karte)                 | bezeichnet 1920 (Wohnmühlengebäude)                  | Geschlossen erhaltener Mühlenkomplex, baugeschichtlich, ortsgeschichtlich, sozialgeschichtlich und städtebaulich von Bedeutung, das Wohnhaus im Art-déco-Stil. - Scheune: Giebel 1905, Fachwerk und Fachwerk Drempel, Giebelseite Klinkermischbauweise, - Seitengebäude: Fachwerk Obergeschoss, Erdgeschoss massiv, - Wohnhaus: Säulen, Putzstuck, Bleiglasfenster, modernisiert, - Wappenstein am Seitengebäude: Bezeichnet Christoph Baumgarten 1822, wahrscheinlich ehemaliger Schlussstein. | 09242869 |
| Direkt Bild zu diesem Denkmal hochladen | Scheune, Wohnstallhaus, Stallgebäude eines Vierseithofes | Hauptstraße 13 (Karte)                | bezeichnet 1807                                      | Wirtschaftsgeschichtlich und baugeschichtlich von Bedeutung, Fachwerkbauten. - Wohnhaus: Mit Inschrift, originale Türgewände, Haustür bezeichnet „1939“, Mittelflur im Obergeschoss leicht vorkragend, Stall mit Kreuzgratgewölbe, Krüppelwalmdach, - Seitengebäude: Erdgeschoss massiv, Ziegelmauerwerk, Obergeschoss Fachwerk mit Ziegeln ausgesetzt, - Scheune: Fachwerk mit Drempel, Satteldach. | 09242871 |
| Direkt Bild zu diesem Denkmal hochladen | Wohnstallhaus mit angebautem Schuppen eines Häusleranwesens | Hauptstraße 18 (Karte)                | um 1750                                              | Sozialgeschichtlich und baugeschichtlich von Bedeutung, traditionelles Fachwerkhaus, strebenreiches Fachwerk, ortsbildprägend. Schuppen angebaut, Fachwerk Obergeschoss, Erdgeschoss massiv unterfahren, Schwelle mit Schiffchenkehlen, jedes Gefach mit gezapften Streben, Giebel verkleidet. | 09242875 |
| Direkt Bild zu diesem Denkmal hochladen | Scheune eines Bauernhofes | Hauptstraße 22; 22a (Karte)           | um 1700                                              | Scheune eines Bauernhofes; Fachwerk-Scheune mit altertümlicher Konstruktion (V-Streben), bau- und wirtschaftsgeschichtlich von Bedeutung | 09303606 |
| Direkt Bild zu diesem Denkmal hochladen | Seitengebäude (mit Oberlaube zum Hof) eines Vierseithofes | Hauptstraße 27 (Karte)                | um 1650                                              | Baugeschichtlich von Bedeutung, Fachwerkhaus mit altertümlicher Fachwerkkonstruktion (Andreaskreuze, Kopfstreben). - Wohnhaus: Massiv, Putznutungen im Erdgeschoss, - Seitengebäude: Fachwerk Obergeschoss, Erdgeschoss massiv unterfahren, Blattsassen in Schwelle, gerade Andreaskreuzen, geblattete Kopfbänder, unsaniert, ehemals Ausgedinge, ursprünglich Umgebinde, Oberlaube mit drei Jochen, Wohnstallhaus wurde 2005 saniert und stark verändert, daher Streichung 2005. | 09242876 |
| Direkt Bild zu diesem Denkmal hochladen | Wohnstallhaus (mit Backofenanbau) und Stallgebäude (mit Oberlaube) eines ehemaligen Vierseithofes | Hauptstraße 34 (Karte)                | um 1800                                              | Hausgeschichtlich und baugeschichtlich von Bedeutung, Fachwerkbauten. Ursprünglich Gasthof, - Wohnhaus: Fachwerk Obergeschoss, Erdgeschoss massiv, eventuell unterfahren, mit Backofenanbau, letzter Backofen des Backofenbaumeister Louis Reichert aus Langenbernsdorf, Wohnhaus mit Holzdecke, - Seitengebäude: Mit fünfjochiger Oberlaube, gezapfte Kopfbänder, Erdgeschoss teilweise noch Fachwerk, vermutlich Torhaus, im Seitengebäude Raum zum Tanz, Treppe außen, Brüstung Holzstreben. | 09242879 |
| Direkt Bild zu diesem Denkmal hochladen | Wohnstallhaus (Umgebinde) mit Backofen-Anbau, sowie Scheune und Toranlage eines Bauernhofes | Hauptstraße 55 (Karte)                | bezeichnet 1741                                      | Gut erhaltenes ländliches Bauensemble, hausgeschichtlich und baugeschichtlich von Bedeutung, Fachwerkbauten, das Wohnhaus ein seltenes Umgebindehaus. - Wohnhaus, Backofenanbau, Bohlenstube, Wohnhaus: Fachwerk Obergeschoss verbrettert oder verschiefert, Fußstreben, Ständer des Umgebindes mit gezapften Kopfbändern, erneuert, - Scheune: Eingeschossig, Fachwerk, Satteldach, - Toranlage: Den Bauernhof zur Straße hin abschließende Bretterwand mit Holztor, verziert durch gekreuzte Latten. | 09242880 |
| Direkt Bild zu diesem Denkmal hochladen | Wohnhaus und Toreinfahrt eines Bauernhofes | Hauptstraße 56 (Karte)                | bezeichnet 1889                                      | Baugeschichtlich von Bedeutung, eines der seltenen Gründerzeitbauten im ländlichen Raum dieser Region. Massives Gebäude, Putzfassade, aufwendig gestaltete originale Haustür, guter Originalbestand, Eisentor mit Löwenkopf und Sternen. | 09242881 |
| Direkt Bild zu diesem Denkmal hochladen | Stallgebäude eines Dreiseithofes | Hauptstraße 60 (Karte)                | um 1800                                              | Ortsbildprägender Fachwerkbau. Erdgeschoss massiv, leicht verändert, Giebel massiv, wichtig für Straßenbild. | 09242883 |
| Direkt Bild zu diesem Denkmal hochladen | Häusleranwesen | Hauptstraße 61 (Karte)                | um 1800                                              | Ortsbildprägender Fachwerkbau. Erdgeschoss verändert, massiv, Obergeschoss Fachwerk, Krüppelwalmdach, wichtig für Straßenbild, Winkelhof. | 09242884 |
| Direkt Bild zu diesem Denkmal hochladen | Wohnstallhaus, Seitengebäude und Scheune eines Bauernhofes | Hauptstraße 67; 68 (Karte)            | 2. Hälfte 18. Jahrhundert                            | Baugeschichtlich und städtebaulich von Bedeutung, ortsbildprägende Fachwerkbauten. Straßenraumwirksam, Wohnhaus: Erdgeschoss massiv verändert, zu große Fenster. | 09242886 |
| Direkt Bild zu diesem Denkmal hochladen | Häusleranwesen mit Hofwand und hölzernem Vorhäuschen | Hauptstraße 75 (Karte)                | um 1800                                              | Baugeschichtlich von Bedeutung, ein Fachwerkhaus. Fachwerk Obergeschoss aufgebrettert, Satteldach, teilweise verbrettert, wichtig für Straßenbild. | 09242888 |
| Direkt Bild zu diesem Denkmal hochladen | Wohnstallhaus, Scheune, zwei Holztore und zwei Seitengebäude eines Vierseithofes | Hauptstraße 84 (Karte)                | 2. Hälfte 18. Jahrhundert                            | Sozialgeschichtlich, wirtschaftsgeschichtlich und baugeschichtlich von Bedeutung, Fachwerkbauten in seltener Geschlossenheit. - Wohnhaus: Satteldach, Fachwerk Obergeschoss, Erdgeschoss massiv, - Scheune: Überkragender Drempel, Tenne mit Lehm- und Holzfußboden, - Erstes Seitengebäude: Kniestock, Erdgeschoss massiv, Obergeschoss Fachwerk, - Zweites Seitengebäude: Mit Durchfahrt, zwei Holztore. | 09242889 |
| Direkt Bild zu diesem Denkmal hochladen | Haustür eines Wohnhauses | Hauptstraße 86 (Karte)                | um 1890                                              | Künstlerisch-handwerklich von Bedeutung, zeittypische Ausstattung der späten Gründerzeit. Doppelflügelige Tür mit Glasätzungen und Glaseinsätzen, (möglicherweise ist die Anschrift Hauptstraße 89 (Flurstück 512), das Nachbarhaus). | 09242890 |
| Direkt Bild zu diesem Denkmal hochladen | Häuslerhaus mit Anbau sowie Einfriedung und Tor | Hauptstraße 91 (Karte)                | um 1800                                              | Sozialgeschichtlich und baugeschichtlich von Bedeutung, ein Fachwerkhaus. Erdgeschoss massiv, Giebel massiv, zweite Hälfte 19. Jahrhundert, wahrscheinlich Fachwerk im Obergeschoss überputzt, Krüppelwalmdach, Eisenzaun und Holztor. | 09242891 |
| Direkt Bild zu diesem Denkmal hochladen | Stallgebäude eines Vierseithofes | Hauptstraße 93 (Karte)                | um 1800                                              | Ortsbildprägendes Fachwerkgebäude in sehr gutem Originalzustand, baugeschichtlich und städtebaulich von Bedeutung. Mit Durchfahrt, vorkragender Mittelteil des Obergeschosses, Fachwerk teilweise im Erdgeschoss erhalten, ein Giebel massiv, wichtig für Straßenbild, mehrere Mitteldrehflügelfenster erhalten. | 09242892 |
| Direkt Bild zu diesem Denkmal hochladen | Wohnstallhaus (Umgebinde) eines Vierseithofes | Hauptstraße 95 (Karte)                | bezeichnet 1751                                      | Original erhaltenes Umgebinde an der Giebelseite des Hauses, baugeschichtlich und hausgeschichtlich von Bedeutung. An Schwelle datiert, Erdgeschoss massiv, teilweise Blockstube mit Holzdecke erhalten, Krüppelwalmdach, Fachwerk Obergeschoss, gezapfte Holzverbindungen, ehemaliges Wohnstallhaus mit erhaltenem Umgebinde an Giebelseite, Fensterläden, gezapfte Kopfbänder, Giebeldreieck verkleidet. | 09242893 |
| Direkt Bild zu diesem Denkmal hochladen | Wohnstallhaus und Seitengebäude eines ehemaligen Vierseithofes | Hauptstraße 102 (Karte)               | um 1800                                              | Baugeschichtlich von Bedeutung, Fachwerkbauten. - Wohnhaus: Erdgeschoss massiv, zu große Fenster, Fachwerk Obergeschoss, Mittelflur im Obergeschoss leicht vorkragend, - Seitengebäude: Fachwerk Obergeschoss in Mitte erkerartig vorkragend, Kuhstall mit Durchfahrt, Kreuzgratgewölbe, 2005 Wohnstallhaus saniert, Seitengebäude unsaniert. | 09242894 |
| Direkt Bild zu diesem Denkmal hochladen | Häuslerhaus | Hauptstraße 104 (Karte)               | um 1820                                              | Traditionelles Fachwerkhaus, sozialgeschichtlich und baugeschichtlich von Bedeutung. Erdgeschoss massiv, originale Haustür, Fachwerk Obergeschoss, mit originalen Fenstern, Krüppelwalmdach. | 09242895 |
| Direkt Bild zu diesem Denkmal hochladen | Ehemaliges Wohnstallhaus eines Vierseithofes | Hauptstraße 107 (Karte)               | bezeichnet 1719                                      | Zeittypisches Fachwerkhaus, baugeschichtlich von Bedeutung. Alle Holzverbindungen gezapft, Schwelle gefast, Erdgeschoss verändert, Haustür von 1800, Erdgeschoss massiv unterfahren um 1800, Garageneinbau, Haus zurzeit ungenutzt. | 09242896 |
| Direkt Bild zu diesem Denkmal hochladen | Seitengebäude eines Vierseithofes | Hauptstraße 119 (Karte)               | um 1800                                              | Original erhaltenes Fachwerkhaus, baugeschichtlich von Bedeutung. Erdgeschoss massiv, leicht verändert, Obergeschoss Fachwerk, Krüppelwalmdach, Tür im Obergeschoss, eventuell ehemaliges Wohnstallhaus. | 09242897 |
| Direkt Bild zu diesem Denkmal hochladen | Wohnstallhaus, Scheune und Torhaus (Seitengebäude an der Straßenseite) eines Vierseithofes | Hauptstraße 120 (Karte)               | 2. Hälfte 18. Jahrhundert (Wohnstallhaus)            | Geschlossen erhaltener Bauernhof, ortsbildprägende Fachwerkbauten, baugeschichtlich und hausgeschichtlich von Bedeutung. Wohnhaus: Fachwerk-Obergeschoss, Giebel verkleidet, Erdgeschoss massiv, Wahrscheinlich Hof gut erhalten, nicht besichtigt (1992). | 09242898 |
| Direkt Bild zu diesem Denkmal hochladen | Zwei Seitengebäude eines Vierseithofes | Hauptstraße 125 (Karte)               | 2. Hälfte 18. Jahrhundert                            | Hausgeschichtlich und städtebaulich von Bedeutung, Fachwerkbauten. Erstes Seitengebäude: mit Tordurchfahrt zur Straße, nicht besichtigt. | 09242900 |
| Direkt Bild zu diesem Denkmal hochladen | Zwei gegenüberliegende Seitengebäude eines Vierseithofes (beide mit Inschrift) | Hauptstraße 126 (Karte)               | bezeichnet 1828 (straßenseitiges Torhaus)            | Gut erhaltene Fachwerk-Wirtschaftsgebäude, baugeschichtlich und städtebaulich von Bedeutung. Beide mit Durchfahrt. | 09242901 |
| Direkt Bild zu diesem Denkmal hochladen | Wohnstallhaus, Pferdestall und Kuhstall (mit angebautem Taubenhaus) eines Vierseithofes | Hauptstraße 131 (Karte)               | bezeichnet 1823                                      | Baugeschichtlich von Bedeutung, Fachwerkbauten. Wohnhaus: Fachwerk Obergeschoss, zu große Fenster, Krüppelwalmdach, Inschrift über der Haustür, über Haustür im Obergeschoss erkerartiger Vorsprung, Pferdestall mit Durchfahrt, Kuhstall mit Durchfahrt, Taubenlöcher, Scheune 1996 mit Genehmigung abgebrochen, Ersatz des abgebrochenen Gebäudes durch ein Einfamilienwohnhaus (Anschrift: Hauptstraße 131a), 2005 Wohnstallhaus, Pferdestall und Kuhstall teilsaniert, Inschrift am Wohnstallhaus mit Datierung „1823“. | 09242902 |
| Direkt Bild zu diesem Denkmal hochladen | Ehemaliges Wohnstallhaus eines Bauernhofes | Hauptstraße 136 (Karte)               | um 1650                                              | Baugeschichtlich und hausgeschichtlich von Bedeutung, eines der ältesten und baugeschichtlich bedeutenden Wohnhäuser des Ortes, ein Fachwerkbau mit altertümlicher Fachwerkkonstruktion (Andreaskreuze, Kopfstreben, Zahnschnittfries). Mit Zahnschnittfries, geraden Andreaskreuzen an der Traufseite, geblatteten Kopfbändern, Schiffchenkehlung der Schwelle und Würfelfries, Giebel mit geschweiften Andreaskreuzen (Feuerböcke), Denkmal wurde mit Genehmigung saniert, bis 2006 fälschlich unter Hauptstraße 136 erfasst und zu Hauptstraße 137 verändert, Anschrift des Hofes: Hauptstraße 136 (Gebäude rechts von der Straße), Hauptstraße 137 (Gebäude links von der Straße im Hof und Gebäude parallel an der Straße), Hauptstraße 138 (Gebäude an der Feldseite), daher seit 2007 Anschrift zurück korrigiert: Hauptstraße 136. | 09242903 |
| Direkt Bild zu diesem Denkmal hochladen | Stallgebäude eines Vierseithofes | Hauptstraße 139                       |                                                      | | 09242904 |
| Direkt Bild zu diesem Denkmal hochladen | Seitengebäude (an der Straßenseite) eines Bauernhofes | Hohe Straße 2 (Karte)                 | um 1800 (Seitengebäude)                              | Zeittypisches Fachwerk-Wirtschaftsgebäude von ortsbildprägender Wirkung. Torhaus mit Auszüglerwohnung, Fachwerk auch im Erdgeschoss, unterkellert. | 09242905 |
| Direkt Bild zu diesem Denkmal hochladen | Wohnstallhaus, zwei Stallgebäude und Scheune eines Vierseithofes | Hohe Straße 3 (Karte)                 | um 1700                                              | Gut erhaltener Bauernhof, hausgeschichtlich, sozialgeschichtlich und städtebaulich von Bedeutung, Fachwerkbauten mit altertümlicher Fachwerkkonstruktion. Alle Gebäude mit gezapften Holzverbindungen, Wohnhaus: gezapfte Kopfbänder u. Streben, Erdgeschoss massiv, verändert. | 09242906 |
| Direkt Bild zu diesem Denkmal hochladen | Wohnstallhaus, Stallgebäude und Tor eines Vierseithofes | Hohe Straße 8 (Karte)                 | um 1800                                              | Kleiner, weitgehend original erhaltener Bauernhof mit Wohn- und Wirtschaftsgebäuden, baugeschichtlich von Bedeutung, Fachwerkbauten. - Wohnhaus: Holzdecke der ehemaligen Biehlernen Stube erhalten, beide Häuser Satteldach, Fachwerk Obergeschoss und Erdgeschoss massiv, Fenstergewände erhalten, - Stallgebäude: Mit Durchfahrt, ursprünglich mit Oberlaube, sechs Joche. | 09242907 |
| Direkt Bild zu diesem Denkmal hochladen | Zwei Seitengebäude eines Vierseithofes | Hohe Straße 9 (Karte)                 | bezeichnet 1892 (Westliches Seitengebäude)           | Original erhaltenes Fachwerk-Wirtschaftsgebäude und ein Massivbau, baugeschichtlich und städtebaulich von Bedeutung. Schweine- und Kuhstall massiv, mit sehr schönem Giebel, bezeichnet „HKH 1892“ (Schlussstein Karl Hermann Herold). | 09242908 |
| Direkt Bild zu diesem Denkmal hochladen | Seitengebäude und Wohnstallhaus eines Vierseithofes | Hohe Straße 13 (Karte)                | 1. Hälfte 18. Jahrhundert                            | Baugeschichtlich von Bedeutung, Fachwerkbauten, das Wohnhaus mit altertümlicher Fachwerkkonstruktion (Thüringer Leiter). - Wohnstallhaus: Gezapfte Holzverbindungen, Thüringer Leiter, Erdgeschoss massiv und verändert, Schiffchenkehlen in Schwelle, ursprünglich mit Strohdach, Satteldach, engstielig mit zahlreichen Streben, - Seitengebäude: Einfache Stuckdecke im Obergeschoss (vermutlich Ausgedinge), Inschrift an der Schwelle des Seitengebäudes bezeichnet „1803“, historische Schiebefenster erhalten. | 09242909 |
| Direkt Bild zu diesem Denkmal hochladen | Wohnhaus und zwei Seitengebäude eines Vierseithofes | Hohe Straße 15 (Karte)                | bezeichnet 1803                                      | Geschlossen erhaltener Bauernhof mit gut erhaltenen Wohn- und Wirtschaftsgebäuden in Fachwerkbauweise, baugeschichtlich und sozialgeschichtlich von Bedeutung. - Vorderes Stallgebäude: Teilweise Erdgeschoss Fachwerk erhalten, Obergeschoss Fachwerk, hofseitig kleine Schiebefenster im Obergeschoss, dort Schwelle des Obergeschosses mit Fasung, über Remise in Schwelle eingeritzte Inschrift: „M.Z.BH, G.T.BM/ANNO 1773“, - Wohnstallhaus, giebelständig neben der Einfahrt: Erdgeschoss massiv, Obergeschoss Fachwerk, Krüppelwalmdach, gezapfte Holzverbindungen, originale Fenstergrößen, - Seitengebäude feldseitig: Vergleichbare Bauweise wie die oben beschriebenen Gebäude, vermutlich Stallgebäude mit Bergeraum, - Scheune: Kein Denkmal. | 09242910 |
| Direkt Bild zu diesem Denkmal hochladen | Wohnstallhaus, Seitengebäude, Scheune und Torwand eines Vierseithofes | Hohe Straße 16 (Karte)                | um 1680                                              | Baugeschichtlich und städtebaulich von Bedeutung, das Wohnhaus eines der älteren Fachwerkhäuser im Ort mit altertümlicher Fachwerkkonstruktion (geschweifte Andreaskreuze, Kopfstreben). - Seitengebäude: Mit Durchfahrt und ehemaligem Pferdestall, Erdgeschoss massiv, Obergeschoss Fachwerk, Taubenhaus, - Scheune: Fachwerk, guter Zustand, - Wohnstallhaus: Geblattete Kopfbänder im Obergeschoss, geschweifte Andreaskreuze, Schwelle Schiffchenkehlen, ein Giebel massiv, Erdgeschoss massiv, Frackdach durch traufseitige Erweiterung, Reste der Hofpflasterung erhalten. | 09242911 |
| Direkt Bild zu diesem Denkmal hochladen | Sachgesamtheit St.-Nikolai-Kirche und Kirchhof Langenbernsdorf | Kirchweg (Karte)                      | wesentlich 1709, im Kern mittelalterlich (Kirche)    | Künstlerisch und geschichtlich von Bedeutung. Sachgesamtheit mit folgendem Einzeldenkmal: Kirche (siehe auch Obj. 09242912) sowie Kirchhof und Einfriedungsmauer (Sachgesamtheitsteil) | 09300765 |
|                                         | St.-Nikolai-Kirche mit Ausstattung (Kanzel, hölzerner Altaraufbau, Kreuzigungsgemälde u. a.) | Kirchweg (Karte)                      | wesentlich 1709, im Kern mittelalterlich             | Künstlerisch und geschichtlich von Bedeutung, im Kern mittelalterlich. Einzeldenkmal der Sachgesamtheit St.-Nikolai-Kirche und Kirchhof Langenbernsdorf (siehe auch Obj. 09300765) Im Wesentlichen von 1709, Felderdecke, Triumphbogen teilt Schiff und Chor, Nordturm, umlaufende zweigeschossige Empore. | 09242912 |
| Direkt Bild zu diesem Denkmal hochladen | Wohnhaus (eventuell ehemaliges Pfarrhaus) | Kirchweg 3 (Karte)                    | um 1810                                              | Original erhaltenes Fachwerkhaus, baugeschichtlich und städtebaulich von Bedeutung. Fachwerk-Obergeschoss verkleidet oder verputzt (mittlerweile – 2007 – freigelegt), Erdgeschoss massiv, Fenstergewände erhalten, Krüppelwalmdach, ehemaliger Pfarrhof oder Kirchschule (?). | 09242913 |
| Direkt Bild zu diesem Denkmal hochladen | Denkmal für die Gefallenen des Deutsch-Französischen Krieges 1870/71 | Lindenstraße (Karte)                  | Ende 19. Jahrhundert (Kriegerdenkmal Dt.-frz. Krieg) | Ortsgeschichtlich von Bedeutung. | 09300656 |
| Direkt Bild zu diesem Denkmal hochladen | Wohnstallhaus eines Bauernhofes | Lindenstraße 10 (Karte)               | bezeichnet 1823                                      | Zeittypisches und landschaftstypisches Fachwerkhaus, baugeschichtlich von Bedeutung. Mit angebautem Scheunenteil, Erdgeschoss massiv, Lehmstock, breite Schwelle, Holzstock der Tür erhalten, leer stehend. | 09242915 |
| Direkt Bild zu diesem Denkmal hochladen | Häuslerhaus (als Hakenhof) | Mittelweg 3 (Karte)                   | um 1800                                              | Original erhaltenes Häusleranwesen, sozialgeschichtlich von Bedeutung, ein Fachwerkbau. Verbretterter Giebel, Wetterschrägen, rückseitig entstellend verkleidet. | 09242917 |
| Direkt Bild zu diesem Denkmal hochladen | Häuslerhaus | Mittelweg 6 (Karte)                   | um 1800                                              | Zeittypisches Fachwerkwohnhaus, sozialgeschichtlich von Bedeutung. Fachwerk Obergeschoss, Erdgeschoss massiv unterfahren, Giebel verkleidet. | 09242918 |
| Direkt Bild zu diesem Denkmal hochladen | Torhaus eines Bauernhofes | Obere Bachstraße 1 (Karte)            | um 1800                                              | Zeittypisches Fachwerk-Wirtschaftsgebäude, städtebaulich von Bedeutung. Wichtig für Straßenbild. | 09242852 |
| Direkt Bild zu diesem Denkmal hochladen | Ehemaliges Wohnstallhaus eines Bauernhofes | Obere Bachstraße 10 (Karte)           | um 1700                                              | Markantes Fachwerkwohnhaus, baugeschichtlich und städtebaulich von Bedeutung. Rautenornament am Giebeldreieck, ehemaliges Umgebindehaus, Holzeinschubdecke mit diagonal liegenden Brettern mit Schiffchenkehlen der ehemaligen Bohlenstube erhalten, Schiffchenkehlen an Schwelle der Traufseite, Erdgeschoss massiv, Fachwerk Obergeschoss, Haus nachträglich verlängert, Erweiterung des Wohnhauses zweite Hälfte 18. Jahrhundert, wichtig für Ortsbild. | 09242853 |
|                                         | Wohnstallhaus und Toreinfahrt eines Dreiseithofes | Obere Bachstraße 12 (Karte)           | um 1800                                              | Schlichtes Fachwerkwohnhaus eines kleinen Bauernhofes mit seltener und qualitätvoller Torwand der Gründerzeit, baugeschichtlich und städtebaulich von Bedeutung. Toreinfahrt mit Pforte mit rotem Klinker und gelbem Klinker, beide Holztüren mit Sonnenmotiv, aufwendige Gestaltung, Wohnhaus: Frackdach, Giebel verkleidet, Fachwerk Obergeschoss, Erdgeschoss mit zu breiten Fenstern. | 09242854 |
| Direkt Bild zu diesem Denkmal hochladen | Wohnstallhaus (Umgebinde) und Stallgebäude eines Vierseithofes | Obere Bachstraße 15 (Karte)           | 2. Hälfte 18. Jahrhundert                            | Städtebaulich und baugeschichtlich von Bedeutung, Fachwerkbauten, das Wohnhaus ein Umgebindehaus. - Seitengebäude: Fachwerk Erdgeschoss und Obergeschoss, Bleiglasfenster, - Wohnhaus: Umgebinde noch vorhanden, unten zugesetzt, Obergeschoss Fachwerk verbrettert, Krüppelwalmdach, Giebel verkleidet, an Hofseite erhalten, Ständer stehen auf Bruchsteinsockel, gezapfte Kopfbänder, Eselsrückenornament, Ständer doppelt stehend, Holzdecke und alte Bohlenstube (Blockstube) erhalten. | 09242855 |
| Direkt Bild zu diesem Denkmal hochladen | Wohnhaus, Seitengebäude und Einfriedung mit Pforte eines Vierseithofes | Obere Bachstraße 21 (Karte)           | bezeichnet 1914                                      | Traditioneller Bauernhof mit ausdrucksvoll gestaltetem Wohnhaus im Heimatstil, baugeschichtlich von Bedeutung, das Seitengebäude ein Fachwerkbau. - Wohnhaus: Kleines hölzernes Vordach, Fensterläden, Farbglasfenster, Inschrift über der Haustür des Wohnhauses, - Seitengebäude: Fachwerk Obergeschoss, massives Erdgeschoss und Giebel, Krüppelwalmdach, vorkragender Teil des Obergeschosses, Schiffchenkehlen, - Einfriedung an der Straßenseite, Pforte mit Inschrift, Wappenstein an der Traufseite mit Inschrift. | 09242856 |
| Direkt Bild zu diesem Denkmal hochladen | Ehemaliges Wohnstallhaus, Scheune und zwei Seitengebäude eines Vierseithofes | Obere Bachstraße 33 (Karte)           | 1. Hälfte 18. Jahrhundert                            | Geschlossen erhaltene Hofanlage, sozialgeschichtlich, baugeschichtlich und städtebaulich von Bedeutung, Fachwerkbauten. - Wohnhaus: Ursprünglich mit Umgebinde, - Scheune: Giebel massiv um 1905, ein Seitengebäude mit Tordurchfahrt. 1905 | 09242858 |
| Direkt Bild zu diesem Denkmal hochladen | Wohnstallhaus und Seitengebäude eines Vierseithofes | Obere Bachstraße 34 (Karte)           | um 1800, Umbau bezeichnet 1920                       | Baugeschichtlich von Bedeutung, original erhaltene Wohn- und Wirtschaftsgebäude, Fachwerkbauten, das Seitengebäude mit interessanter Fachwerkkonstruktion (Thüringer Leiter). - Wohnhaus: Kleines Vordach, Haustür von 1920, im Oberlicht Bleiglasfenster, Teile Blockstube mit Holzdecke erhalten, ehemaliges Umgebinde, wahrscheinlich noch erhalten, Giebel verkleidet, vorkragendes Dach, - Stallgebäude: Bezeichnet „1806“ auf Brett an Schwelle. | 09242859 |
| Direkt Bild zu diesem Denkmal hochladen | Wohnstallhaus (mit Laubengang) und Stallgebäude eines Vierseithofes | Obere Bachstraße 38 (Karte)           | 1. Hälfte 18. Jahrhundert                            | Baugeschichtlich von Bedeutung. - Wohnhaus: An Traufseite großer Anbau, trotzdem Denkmal wegen Alter des Hauses, vorkragendes Obergeschoss, Erdgeschoss massiv, Schiffchenkehlen in Schwelle, Blattsassen im Rähm des Erdgeschosses, eventuell Umgebindehaus, - Stall: Erdgeschoss massiv, Obergeschoss Fachwerk, beide Giebel massiv. | 09242860 |
| Direkt Bild zu diesem Denkmal hochladen | Wohnstallhaus, Scheune und zwei Seitengebäude eines Vierseithofes | Obere Bachstraße 40 (Karte)           | bezeichnet 1811                                      | Einer der größten Höfe im Dorf, geschlossen erhaltener Bauernhof mit weitgehend originalen Wohn- und Wirtschaftsgebäuden in Fachwerkbauweise, das Wohnhaus mit älterer Fachwerkkonstruktion (Thüringer Leiter), baugeschichtlich, sozialgeschichtlich und städtebaulich von Bedeutung. Erstes Seitengebäude: Mit Durchfahrt, Zierstuck unter den Fenstern im Wohnhaus. | 09242861 |
| Direkt Bild zu diesem Denkmal hochladen | Wohnhaus | Obere Bachstraße 55 (Karte)           | 1712/1713                                            | Haus des Schuhmachers, massives Erdgeschoss, Fachwerk-Obergeschoss, Satteldach, orts- und baugeschichtlich von Bedeutung | 09307199 |
| Direkt Bild zu diesem Denkmal hochladen | Wohnstallhaus, Seitengebäude, Scheune und Toreinfahrt eines Vierseithofes | Obere Bachstraße 58; 58a (Karte)      | um 1800                                              | Zeittypische Wohn- und Wirtschaftsgebäude, Fachwerkbauten, baugeschichtlich und städtebaulich von Bedeutung. - Erstes Seitengebäude: Giebel massiv 1905, Torbogen um 1905 (Sonnentor), - Zweites Seitengebäude: Zum Teil Fachwerk im Erdgeschoss, Obergeschoss mit Schiebefenstern, - Scheune: Beide Giebel massiv 1905, Abbruch eines Seitengebäudes vor 2004. | 09242862 |
| Direkt Bild zu diesem Denkmal hochladen | Wohnstallhaus, Auszugshaus, Scheune und Seitengebäude (Stall) eines Vierseithofes | Obere Bachstraße 60 (Karte)           | um 1800                                              | Vollständig erhaltener Bauernhof, sozialgeschichtlich, baugeschichtlich und städtebaulich von Bedeutung, Fachwerkbauten. Wohnhaus: Fachwerk Obergeschoss, Erdgeschoss Lehmstock, Holzfensterstöcke, Krüppelwalmdach, Hof nicht besichtigt. | 09242863 |
|                                         | Kriegerdenkmal für die Gefallenen des Ersten Weltkrieges | Pfarrberg (Karte)                     | 1922 (Kriegerdenkmal)                                | Ortsgeschichtlich von Bedeutung. Ursprünglich Erster Weltkrieg, heute Opfer von Krieg und Gewalt. | 09300653 |
| Weitere Bilder                          | Kirche mit Ausstattung | Pfarrberg (Karte)                     | 1517                                                 | Künstlerisch und ortsgeschichtlich von Bedeutung, ein spätgotischer Bau. - Reizvolle Saalkirche: Mit massigem Turm im Süden, 1517 errichtet, Veränderung des Saales 1614 (bezeichnet am Turm). Erneuerung mit Anbauten 1884 durch Oskar Mothes, Restaurierung 1979. Putzbau, der eingezogene, dreiseitig geschlossene Chor mit Strebepfeilern, schlanker Dachreiter. Am Chor Spitzbogenfenster, am Saal Rundbogenfenster. Der Turm über rechteckigem Grundriss, mit verschiefertem Obergeschoss und Dachreiter mit Zwiebeldach, neugotisches Eingangsportal. - Mit reicher Ausstattung: Flügelaltar, Sandstein-Taufe, Kruzifix, Holzepitaph, Schnitzaltar, Teile des Pfarrgestühls, vier Pfarrerbildnisse und bemalte Emporenbrüstungen. Im Innern ländliche frühbarocke Gestaltung, Felderdecke mit Rosetten und Knäufen, Triumphbogen zum Chor, dessen Decke mit Rankenwerk und musizierenden Engeln bemalt. Emporen an drei Seiten, die Brüstungsfelder mit Szenen des AT und NT, 17. Jh., z. T. qualitätvoll die Darstellungen aus dem Leben Christi an der Südseite. Im Chor die Brüstung mit Beschlagwerk und gemalten Evangelistendarstellungen. Buntglasfenster mit Darstellung der Anbetung der Hirten von Adolf Stockinger, um 1900. Altar mit feststehenden Flügeln, die Gemälde mit manieristischen, derb-expressiven Darstellungen, bezeichnet Christof Leschka Müller von S. Annaperck, 1590. Predella mit Stifterfamilie, in der Mitte Abendmahlsgemälde, auf den Flügeln die Evangelisten. - Kleiner Schnitzaltar, Zwickauer Arbeit um 1515, mit Darstellung der Hl. Sippe: Anna, Maria und Christuskind als Schnitzfiguren im Schrein, die übrigen Figuren gemalt im Schrein und auf den Flügelinnenseiten, auf den Außen fragmentarisch erhaltene Verkündigung. - Frühbarocke polygonale Holzkanzel mit Beschlagwerk und bäuerlichen Evangelistenbildern. - Sandstein-Taufe in Kelchform, 1517. - Lebensgroßer spätgotischer Kruzifix, um 1500. - Orgel von Paul Schmeisser, Rochlitz, 1884, mit Prospekt im Stil des Frühbarocks. (aus: Dehio Sachsen II, S. 463) | 09242919 |
| Direkt Bild zu diesem Denkmal hochladen | Häuslerhaus | Pfarrberg 1 (Karte)                   | um 1810                                              | Original erhaltenes Gebäude mit Fachwerkobergeschoss, sozialgeschichtlich und baugeschichtlich von Bedeutung. Erdgeschoss massiv, Fachwerk Obergeschoss verkleidet, Krüppelwalmdach, originale Fenster- und Türgewände. | 09242920 |
| Direkt Bild zu diesem Denkmal hochladen | Häusleranwesen | Pfarrberg 2 (Karte)                   | um 1800                                              | Fachwerkwohnhaus in gutem Originalzustand, baugeschichtlich von Bedeutung. Fachwerk Obergeschoss, Erdgeschoss massiv, Krüppelwalmdach, originale Fenstergewände, Tür verändert, rückseitiger entstellender Anbau, eventuell ursprünglich kirchliche Funktion. | 09242921 |
| Direkt Bild zu diesem Denkmal hochladen | Pfarrhaus und Scheune | Pfarrberg 3 (Karte)                   | 2. Hälfte 18. Jahrhundert                            | Bemerkenswerte Fachwerkbauten, Pfarrhaus mit repräsentativem Treppenaufgang, Gebäudegruppe baugeschichtlich und ortsgeschichtlich von Bedeutung. Fachwerk Obergeschoss, Erdgeschoss massiv, mit originaler Haustür und Türgewände, Krüppelwalmdach, Giebel verkleidet. | 09242922 |
|                                         | Dorf- und Fuhrmannsgasthof mit Saalanbau | Schulstraße 1 (Karte)                 | 1. Hälfte 17. Jahrhundert                            | Gasthof mit wertvoller Fachwerk-Konstruktion sowie Saalanbau mit qualitätvoller Jugendstil-Ausstattung, hausgeschichtlich, ortsgeschichtlich, baugeschichtlich, künstlerisch und städtebaulich von Bedeutung. - Gasthof: Fachwerk-Obergeschoss mit geraden Andreaskreuzen, aufgeblatteten Kopf- und Fußstreben sowie Rauten in den Giebeln, im Obergeschoss an der Traufseite erkerartig vorkragend, Erdgeschoss massiv verputzt, Satteldach, - Im Inneren: Gastraum mit Holzeinschubdecke mit diagonalen Einschubbrettern, Deckenunterzüge mit Schiffchenkehlung, - Saalanbau: Putzbau im Originalzustand, im Inneren gut sanierte Jugendstilausstattung. | 09242923 |
| Direkt Bild zu diesem Denkmal hochladen | Wohnstallhaus, kleine Durchfahrtsscheune und Seitengebäude eines Vierseithofes | Schulstraße 4 (Karte)                 | 2. Hälfte 18. Jahrhundert                            | Original erhaltenes ländliches Ensemble, baugeschichtlich, sozialgeschichtlich und städtebaulich von Bedeutung, meist Fachwerkbauten, das Wohnhaus mit altertümlicher Fachwerkkonstruktion (Thüringer Leiter). - Wohnstallhaus: Erdgeschoss massiv, leicht verändert, Obergeschoss engstieliges Fachwerk mit wenigen Streben, Holzverbindungen gezapft, über Hauseingang Obergeschoss leicht vorkragend, an der Hofseite überstehendes Satteldach, - Scheune: Putzbau, eineinhalbgeschossig, Satteldach, große Toreinfahrt mit Schlussstein, dieser bezeichnet 1889, - Seitengebäude: Schlichtes Fachwerkgebäude mit massivem Erdgeschoss, eventuell Auszugshaus, Satteldach. | 09242924 |
| Direkt Bild zu diesem Denkmal hochladen | Ehemaliges Wohnstallhaus eines ehemaligen Vierseithofes | Schulstraße 11 (Karte)                | 1. Hälfte 17. Jahrhundert                            | Fachwerkgebäude, hausgeschichtlich von großer Bedeutung, altertümliche Fachwerkkonstruktion (Andreaskreuze, Kopfstreben, ehemals auch Ständerbauweise). Geblattete Kopfbänder, gerade Andreaskreuze Schauseite, ein Andreaskreuz je in einem Gefach, Erdgeschoss massiv unterfahren, Giebeldreieck verkleidet, Wetterschräge am Giebel, Mischbau, ursprünglich Ständerbau, ein ursprünglich durchgehender Ständer hintere Traufseite. | 09242926 |
| Direkt Bild zu diesem Denkmal hochladen | Stallgebäude eines Vierseithofes | Schulstraße 15 (Karte)                | um 1800                                              | Zeittypischer Fachwerkbau, baugeschichtlich und städtebaulich von Bedeutung. Erdgeschoss massiv, Obergeschoss Fachwerk, Giebel teilweise massiv, Giebeldreieck verkleidet, Satteldach. | 09242927 |
| Direkt Bild zu diesem Denkmal hochladen | Häusleranwesen | Schulstraße 19 (Karte)                | um 1800                                              | Fachwerkhaus mit Anbau, baugeschichtlich von Bedeutung. Fachwerk Obergeschoss, Erdgeschoss massiv, Türvorbau massiv und entstellend, Seitengebäude fest angebaut an Wohnhaus, Garageneinbauten in Seitengebäude, Fachwerk aufgebrettert – aber erhalten. | 09242928 |
| Direkt Bild zu diesem Denkmal hochladen | Wohnstallhaus, Scheune, Seitengebäude und Tor eines ehemaligen Vierseithofes | Schulstraße 20 (Karte)                | 1786                                                 | Geschlossen erhaltener Bauernhof mit originalen Wohn- und Wirtschaftsgebäuden, baugeschichtlich, sozialgeschichtlich und städtebaulich von Bedeutung, Fachwerkbauten, das Seitengebäude mit altertümlicher Fachwerkkonstruktion (Thüringer Leiter). - Stallgebäude: Seitliche Durchfahrt, 1893 massiv unterfahren, um 1800, Abbruch vor 2007 festgestellt, - Seitengebäude: Mit Auszüglerwohnung, Tor mit Sonnenmotiv (strahlenförmiges Oberteil), Torbogen in Klinkermischbauweise, - Wohnhaus: Mittelflur im Obergeschoss leicht vorkragend über Erdgeschoss, teilweise zu große Fenster, - Scheune: Giebel Klinkermischbauweise, Gut erhaltener Vierseithof, Torhaus mit erkerartigem Vorsprung und Schiebefenstern. | 09242929 |
| Direkt Bild zu diesem Denkmal hochladen | Wohnstallhaus (mit Vorlaube) und zwei Stallgebäude eines ehemaligen Vierseithofes | Teichwolframsdorfer Straße 5 (Karte)  | Mitte 18. Jahrhundert                                | Gut erhaltener Bauernhof mit baugeschichtlich und hausgeschichtlich bedeutsamen Wohn- und Wirtschaftsgebäuden, Fachwerkbauten, das Wohnhaus mit altertümlicher Fachwerkkonstruktion (Thüringer Leiter, Brüstungsfelder mit Baluster-Balken). - Wohnhaus: Gezapfte Holzverbindungen, Vorlaube, Streben unter Fenster-Leiter, Fachwerk Obergeschoss, Taubenhöhler, Krüppelwalmdach, Schiffchenkehlen in der Schwelle, - Stallgebäude: Im Erdgeschoss massiv, Obergeschoss Fachwerk, Hof mit Resten des alten Pflaster. | 09242937 |
| Direkt Bild zu diesem Denkmal hochladen | Häuslerhaus | Teichwolframsdorfer Straße 14 (Karte) | nach 1800                                            | Zeittypisches Fachwerkgebäude, im Erdgeschoss Stampflehm, sozialgeschichtlich und baugeschichtlich von Bedeutung. Fachwerk Obergeschoss, breiter Schwelle, Erdgeschoss massiv und Giebel verkleidet, Krüppelwalmdach, Erdgeschoss Stampflehm. | 09242931 |
| Direkt Bild zu diesem Denkmal hochladen | Wohnstallhaus, Scheune und Fachwerk-Hofwand eines Dreiseithofes | Teichwolframsdorfer Straße 15 (Karte) | bezeichnet 1807                                      | Original erhaltener Baubestand, baugeschichtlich von Bedeutung, Fachwerkbauten. Wohnhaus: Fachwerk Obergeschoss, Inschrift in Schwelle, breites Schwellenband, Erdgeschoss massiv, Giebeldreieck verbrettert, Krüppelwalmdach. | 09242932 |
| Direkt Bild zu diesem Denkmal hochladen | Wohnhaus und Seitengebäude eines Bauernhofes | Teichwolframsdorfer Straße 25 (Karte) | vor 1800                                             | Schlichte Hofanlage eines Waldbauerngutes, sozialgeschichtlich von Bedeutung. Kleiner Dreiseithof, gehörte Waldarbeiter: August Weiß, geboren 1843, verstorben 1899, Erdgeschoss massiv, Obergeschoss Fachwerk mit gezapften Holzverbindungen, nachträglich Wohnhaus verlängert. | 09242933 |
| Direkt Bild zu diesem Denkmal hochladen | Häuslerhaus | Teichwolframsdorfer Straße 26 (Karte) | Ende 18. Jahrhundert                                 | Sehr guter Originalzustand, sozialgeschichtlich und baugeschichtlich von Bedeutung, ein Fachwerkhaus. Fachwerk Obergeschoss mit breiten liegenden Gefachen, Erdgeschoss massiv unterfahren, Satteldach, Fensteröffnungen erhalten in originaler Größe, sehr schöne Haustür, Frackdach durch nachträglichen traufseitigen Anbau. | 09242934 |
| Direkt Bild zu diesem Denkmal hochladen | Wohnhaus und Scheune eines Zweiseithofes | Teichwolframsdorfer Straße 27 (Karte) | um 1800                                              | Kleiner Bauernhof, sozialgeschichtlich von Bedeutung, Fachwerkbauten. Scheune: Drempel, eventuell zweite Hälfte 19. Jahrhundert, beide Gebäude verschiefert. | 09242935 |
| Direkt Bild zu diesem Denkmal hochladen | Wohnstallhaus eines Bauernhofes | Trünziger Straße 3 (Karte)            | um 1800                                              | Gut erhaltenes Fachwerkhaus, baugeschichtlich von Bedeutung. Fachwerk Obergeschoss, Erdgeschoss massiv, schöner Giebel, wichtig für Straßenraum, Giebel verschiefert, guter Erhaltungszustand, ehemals erfasst unter Grundstraße 3. | 09242866 |
| Direkt Bild zu diesem Denkmal hochladen | Denkmal für die Gefallenen des Ersten Weltkrieges | Trünziger Straße 6 (vor) (Karte)      | nach 1918 (Kriegerdenkmal)                           | Ortsgeschichtlich von Bedeutung. | 09300658 |
| Direkt Bild zu diesem Denkmal hochladen | Wohnstallhaus und Seitengebäude eines kleinen Häusleranwesens | Trünziger Straße 38 (Karte)           | bezeichnet 1793                                      | Sozialgeschichtlich und baugeschichtlich von Bedeutung, Fachwerkbauten. Fachwerk Obergeschoss, Erdgeschoss massiv, Modernisierungen nicht entstellend, mit giebelseitigem Anbau. | 09242939 |
| Direkt Bild zu diesem Denkmal hochladen | Wohnhaus und Stallgebäude eines Bauernhofes | Trünziger Straße 45 (Karte)           | vor 1800                                             | Sozialgeschichtlich und baugeschichtlich von Bedeutung, Fachwerkbauten. - Wohnhaus: Fachwerk Obergeschoss, Erdgeschoss massiv, Obergeschoss verkleidet, Satteldach, rückseitiger Anbau, - Stallgebäude: Erdgeschoss teilweise massiv, Lehmstock, auch Reste Fachwerk im Erdgeschoss, Obergeschoss Fachwerk, Giebeldreieck verbrettert, Schiffchenkehlen in Schwelle. | 09242940 |

## Niederalbertsdorf
| Bild                                    | Bezeichnung | Lage                    | Datierung                                   | Beschreibung | ID       |
| --------------------------------------- | --- | ----------------------- | ------------------------------------------- | --- | -------- |
|                                         | Denkmalschutzgebiet Waldhufendorf Niederalbertsdorf (Vorschlag)                                                               | (Karte)                 |                                             | Denkmalschutzgebiet Waldhufendorf Niederalbertsdorf | 09244829 |
| Direkt Bild zu diesem Denkmal hochladen | Trigonometrischer Punkt | Oberalbertsdorf (Karte) | 1859                                        | 123. Station der 2. Ordnung der Königlich-Sächsische Triangulirung, ebenerdiger Granitstein von 1859 mit Loch für die Signalstange | 09305045 |
| Weitere Bilder                          | Meilenstein Oberalbertsdorf                                                                                                   | Dorfstraße (Karte)      | um 1860 (Meilenstein)                       | Teil von Königlich-Sächsische Meilensteine, Sachgesamtheit: Meilenstein an der Straße Werdau-Ronneburg (B 175); mit Krone, verkehrsgeschichtlich von Bedeutung | 09243114 |
| Weitere Bilder                          | Kirche, Grabmal an der Kirche sowie Kriegerdenkmal für die Gefallenen des Ersten Weltkrieges                                  | Dorfstraße (Karte)      | 1740, im Kern romanisch                     | Baugeschichtlich, künstlerisch und ortsgeschichtlich von Bedeutung. Auf romanischer Anlage, vermauertes Rundbogenportal an Nordseite, Felderdecke mit figürlicher und ornamentaler Malerei erste Hälfte 18. Jahrhundert. | 09243036 |
|                                         | Kirche | Dorfstraße (Karte)      | 1709, im Kern romanisch                     | Ortsgeschichtlich von Bedeutung, Turm mit barocker Haube, Kassettendecke von 1730. | 09243037 |
| Direkt Bild zu diesem Denkmal hochladen | Gedenkstein für Gefallene des Ersten Weltkrieges der Gemeinde Niederalbertsdorf                                               | Dorfstraße (Karte)      | nach 1918 (Kriegerdenkmal)                  | Ortsgeschichtlich von Bedeutung. | 09243113 |
| Direkt Bild zu diesem Denkmal hochladen | Kriegerdenkmal für Gefallene des Ersten Weltkrieges der Gemeinde Kleinbernsdorf                                               | Dorfstraße (Karte)      | nach 1918 (Kriegerdenkmal)                  | Ortsgeschichtlich von Bedeutung. | 09243035 |
| Weitere Bilder                          | Kirche | Dorfstraße (Karte)      |                                             | | 09243038 |
| Direkt Bild zu diesem Denkmal hochladen | Wohnstallhaus und Scheune eines Vierseithofes                                                                                 | Dorfstraße 1 (Karte)    | Ende 18. Jahrhundert, Umbau bezeichnet 1921 | Baugeschichtlich von Bedeutung, Fachwerkbauten (zum Teil verschiefert). - Wohnhaus: Giebel massiv 1921, Traufseite Fachwerk Obergeschoss mit gezapften Holzverbindungen, Schiffchenkehlen, Erdgeschoss massiv, - Scheune: Fachwerk, Giebel massiv. | 09243039 |
| Direkt Bild zu diesem Denkmal hochladen | Scheune eines Bauernhofes | Dorfstraße 2 (Karte)    | 19. Jahrhundert                             | Baugeschichtlich von Bedeutung, ein Fachwerkbau. Mit Tordurchfahrt. | 09243040 |
| Direkt Bild zu diesem Denkmal hochladen | Wohnstallhaus und Stallgebäude eines Bauernhofes                                                                              | Dorfstraße 3 (Karte)    | um 1800 (Wohnstallhaus)                     | Baugeschichtlich von großer Bedeutung. Wohnhaus holzreiches Fachwerk, Giebel verkleidet, weiter Dachüberstand, Stall mit Durchfahrt, Giebeldreieck Blattsassen und Andreaskreuze, andere Teile gezapfte Holzverbindungen. | 09243041 |
| Direkt Bild zu diesem Denkmal hochladen | Wohnstallhaus eines Vierseithofes                                                                                             | Dorfstraße 5 (Karte)    | um 1680                                     | Baugeschichtlich von großer Bedeutung, Fachwerkbau mit altertümlicher Fachwerkkonstruktion (geschweifte Andreaskreuze, Schiffskehlen). Schiffchenkehlen, reichere Gestaltung, geschwungene Andreaskreuze, rückseitig Streben, Erdgeschoss massiv, Giebel verschiefert. | 09243043 |
| Direkt Bild zu diesem Denkmal hochladen | Häusleranwesen | Dorfstraße 6 (Karte)    | 1. Hälfte 19. Jahrhundert                   | Sozialgeschichtlich und baugeschichtlich von Bedeutung, ein Fachwerkhaus. Häuslerhaus, Frackdach, Erdgeschoss massiv, Obergeschoss Fachwerk gezapft. | 09243044 |
| Direkt Bild zu diesem Denkmal hochladen | Wohnstallhaus und zwei Seitengebäude eines Vierseithofes                                                                      | Dorfstraße 12 (Karte)   | um 1800                                     | Sozialgeschichtlich, baugeschichtlich und städtebaulich von Bedeutung, Fachwerkbauten. | 09243045 |
| Direkt Bild zu diesem Denkmal hochladen | Wohnstallhaus, Scheune und Stallgebäude eines Vierseithofes sowie zusätzliche Scheune (vermutlich ehemals zu Nr. 12 gehörend) | Dorfstraße 13 (Karte)   | 19. Jahrhundert                             | Weitgehend geschlossen erhaltener Bauernhof mit originalen Wohn- und Wirtschaftsgebäuden, sozialgeschichtlich, baugeschichtlich und städtebaulich von Bedeutung, Fachwerkbauten. Eine Scheune gehörte ursprünglich zu Hof Nummer 12, bei Auflösung der dortigen Bauernwirtschaft von Nummer 13 übernommen, Wohnhaus: Fachwerk Obergeschoss, Erdgeschoss massiv, Schiffchenkehlen.                                                              | 09243046 |
| Direkt Bild zu diesem Denkmal hochladen | Wohnstallhaus und zwei Seitengebäude eines Dreiseithofes                                                                      | Dorfstraße 21 (Karte)   | um 1800                                     | Baugeschichtlich von Bedeutung, ortsbildprägende Fachwerkbauten. - Wohnhaus: Krüppelwalmdach, Giebel verschiefert, rückseitiger Anbau, - Seitengebäude: Erdgeschoss massiv, dominante Lage an Straßeneinbiegung. | 09243048 |
| Direkt Bild zu diesem Denkmal hochladen | Scheune | Dorfstraße 29           |                                             | | 09243049 |
| Direkt Bild zu diesem Denkmal hochladen | Wohnstallhaus eines Bauernhofes                                                                                               | Dorfstraße 31 (Karte)   | um 1800                                     | Sozialgeschichtlich und baugeschichtlich von Bedeutung, ein Fachwerkhaus. Fachwerk Obergeschoss, Erdgeschoss massiv, schlechter Bauzustand, leer stehend. | 09243050 |
| Direkt Bild zu diesem Denkmal hochladen | Giebelseite eines ehemaligen Wohnstallhauses eines Bauernhofes                                                                | Dorfstraße 37 (Karte)   | um 1680                                     | Baugeschichtlich von Bedeutung, Fachwerkgiebel mit altertümlicher Fachwerkkonstruktion (Kopfstreben, geschweifte Andreaskreuze und Rauten). Geschwungene Andreaskreuze, Schwelle mit Schiffchenkehlen, katastrophale Bauveränderungen, die das Haus zum größten Teil als Denkmal vernichteten. | 09243051 |
| Direkt Bild zu diesem Denkmal hochladen | Wohnstallhaus, Scheune und zwei aneinandergebaute Seitengebäude eines Vierseithofes                                           | Dorfstraße 40 (Karte)   | um 1700 (Wohnstallhaus)                     | Baugeschichtlich von Bedeutung, Fachwerkbauten. - Wohnhaus: Ehemals Umgebinde, Blattsassen, Kopfbänder am Giebel geblattet, Rautenornament im Giebeldreieck, ansonsten Streben gezapft, - Seitengebäude: Knaggen – späteres Fachwerk. | 09243052 |
| Direkt Bild zu diesem Denkmal hochladen | Wohnstallhaus eines Bauernhofes                                                                                               | Dorfstraße 41           |                                             | | 09243053 |
| Direkt Bild zu diesem Denkmal hochladen | Häusleranwesen | Dorfstraße 44 (Karte)   | um 1800                                     | Sozialgeschichtlich und baugeschichtlich von Bedeutung, ein Fachwerkhaus. Häuslerhaus, Erdgeschoss massiv, Obergeschoss Fachwerk, an Traufseite nachträglich Anbauten, Erdgeschoss verändert, straßenraumbildend, deswegen Denkmal. | 09243054 |
| Direkt Bild zu diesem Denkmal hochladen | Wohnstallhaus eines Bauernhofes                                                                                               | Dorfstraße 45 (Karte)   | um 1800                                     | Baugeschichtlich von Bedeutung, ein Fachwerkhaus eines Kleinbauerngutes. Erdgeschoss massiv, Obergeschoss Fachwerk, Giebel verschiefert. | 09243055 |
| Direkt Bild zu diesem Denkmal hochladen | Wohnhaus eines Bauernhofes | Dorfstraße 48 (Karte)   | um 1800                                     | Baugeschichtlich von Bedeutung, ein Fachwerkhaus. Fachwerk Obergeschoss, Erdgeschoss massiv, unbewohnt – schlechter Bauzustand, wahrscheinlich Abriss genehmigt. | 09243057 |
| Direkt Bild zu diesem Denkmal hochladen | Wohnhaus | Dorfstraße 49 (Karte)   | um 1700                                     | Baugeschichtlich von Bedeutung, ein Fachwerkhaus (ursprünglich vermutlich mit Oberlaube). Wahrscheinlich ursprünglich mit Oberlaube fünfjochig, geblattete Kopfbänder, Oberlaube zugesetzt, nachträglich verlängert – Fachwerk, Erdgeschoss massiv, Giebel verkleidet, Schiffchenkehlen an Schwelle, an Verlängerung Garageneinbau. | 09243058 |
| Direkt Bild zu diesem Denkmal hochladen | Wohnhaus mit Anbau | Dorfstraße 50 (Karte)   | um 1800                                     | Baugeschichtlich von Bedeutung, ein Fachwerkhaus. Häuslerhaus, Fachwerk Obergeschoss, Erdgeschoss massiv. | 09243059 |
| Direkt Bild zu diesem Denkmal hochladen | Wohnstallhaus eines Vierseithofes                                                                                             | Dorfstraße 57 (Karte)   | um 1800/1830                                | Baugeschichtlich von Bedeutung, ein Fachwerkhaus. Giebel massiv, Erdgeschoss massiv, Fachwerk Obergeschoss, Krüppelwalmdach. | 09243062 |
| Direkt Bild zu diesem Denkmal hochladen | Wohnstallhaus und Seitengebäude eines Bauernhofes                                                                             | Dorfstraße 64 (Karte)   | um 1700                                     | Baugeschichtlich von großer Bedeutung, das Wohnhaus ein Fachwerkbau mit altertümlicher Fachwerkkonstruktion (geschweifte Andreaskreuze, Kopfstreben, Zahnschnittfries). - Wohnhaus: Erdgeschoss massiv, Fachwerk Obergeschoss, gezapfte Kopfbänder, geschwungene Andreaskreuze, Rautenornament im Giebel, - Seitengebäude: Erdgeschoss massiv, verändert.                                                                                      | 09243063 |
| Direkt Bild zu diesem Denkmal hochladen | Wohnstallhaus (Wohnhaus mit angebautem Stallteil) eines Vierseithofes                                                         | Dorfstraße 66 (Karte)   | um 1680 (Wohnhaus)                          | Baugeschichtlich von großer Bedeutung, Fachwerkbau mit altertümlicher Fachwerkkonstruktion (Andreaskreuze, Kopfstreben). An Wohnhaus Seitengebäude angebaut, Erdgeschoss massiv, Obergeschoss Fachwerk, Vordergebäude mit Andreaskreuzen, Garageneinbau im Erdgeschoss, Anbau um 1800 mit gezapften Holzverbindungen, heute Gaststätte. | 09243064 |
| Direkt Bild zu diesem Denkmal hochladen | Seitengebäude eines Vierseithofes                                                                                             | Dorfstraße 69 (Karte)   | um 1900, im Kern älter                      | Baugeschichtlich von Bedeutung. Erdgeschoss massiv, Fachwerk Obergeschoss, Giebel mit Klinker, Schwebegiebel. | 09243066 |
| Direkt Bild zu diesem Denkmal hochladen | Wohnstallhaus (Umgebinde), angebautes Seitengebäude und Tor eines Bauernhofes                                                 | Dorfstraße 76 (Karte)   | Mitte 18. Jahrhundert                       | Baugeschichtlich von Bedeutung, ein für die Region seltenes Umgebindehaus. Fachwerk auch teilweise im Erdgeschoss erhalten, Anbauten nachträglich, Umgebinde, halbe Männer, gezapfte Kopfbänder, Bohlenstube und Holzdecke, Seitengebäude angebaut. | 09243067 |
| Direkt Bild zu diesem Denkmal hochladen | Häusleranwesen | Dorfstraße 77 (Karte)   | um 1800                                     | Sozialgeschichtlich und baugeschichtlich von Bedeutung, ein Fachwerkhaus. Fachwerk Obergeschoss, teilweise auch im Erdgeschoss (2007 Fachwerk im Erdgeschoss beseitigt), Häuslerhaus mit Anbau. | 09243068 |
| Direkt Bild zu diesem Denkmal hochladen | Wohnstallhaus, Stallgebäude und Scheune eines Vierseithofes                                                                   | Dorfstraße 79 (Karte)   | um 1800 (Wohnstallhaus)                     | Baugeschichtlich von Bedeutung, Fachwerkbauten, die Scheune mit aufwändiger Fachwerkkonstruktion. - Scheune: Zwerchgiebel und Türmchen Ende 19. Jahrhundert, doppelte Kopfbänder, Streben, - Wohnhaus: Erdgeschoss massiv unterfahren, - Stall: Durchfahrt. | 09243069 |
| Direkt Bild zu diesem Denkmal hochladen | Zwei Seitengebäude eines Vierseithofes                                                                                        | Dorfstraße 81 (Karte)   | 19. Jahrhundert                             | Baugeschichtlich von Bedeutung, Fachwerkbauten. Fachwerk Obergeschoss, Erdgeschoss massiv. | 09243070 |
| Direkt Bild zu diesem Denkmal hochladen | Wohnstallhaus, zwei Stallgebäude und Scheunen eines Vierseithofes                                                             | Dorfstraße 82 (Karte)   | um 1700 (Wohnstallhaus)                     | Baugeschichtlich von großer Bedeutung, Fachwerkbauten, das Wohnhaus mit altertümlicher Fachwerkkonstruktion (geschweifte Andreaskreuze, Kopfstreben). Wohnhaus: Giebel Fachwerk verputzt, Andreaskreuze, Reste von Blockbauweise im Erdgeschoss. | 09243071 |
| Direkt Bild zu diesem Denkmal hochladen | Ehemaliges Wohnstallhaus mit Anbau eines Häuslerwanwesens                                                                     | Dorfstraße 83 (Karte)   | um 1800                                     | Sozialgeschichtlich und baugeschichtlich von Bedeutung, Fachwerkbau. Hakenhof, Frackdach, Erdgeschoss massiv, Obergeschoss Fachwerk, Zaun. | 09243072 |
| Direkt Bild zu diesem Denkmal hochladen | Scheune eines Vierseithofes                                                                                                   | Dorfstraße 84 (Karte)   | 19. Jahrhundert                             | Baugeschichtlich von Bedeutung, ein Fachwerkbau. | 09243073 |
| Direkt Bild zu diesem Denkmal hochladen | Stallgebäude (mit Käsetrockenkasten und Oberlaube) eines Bauernhofes                                                          | Dorfstraße 85 (Karte)   | 1765                                        | Wirtschaftsgebäude mit heute seltenen Bauelementen, baugeschichtlich von Bedeutung. Dreijochige Oberlaube, Käsetrockenkasten. | 09243074 |
| Direkt Bild zu diesem Denkmal hochladen | Wohnhaus | Dorfstraße 86 (Karte)   | um 1680                                     | Baugeschichtlich von großer Bedeutung, ein Fachwerkbau mit altertümlicher Fachwerkkonstruktion (geschweifte Andreaskreuze, Kopfstreben). Geschwungene Andreaskreuze, geblattete Kopfbänder, Schwelle gefast, rückseitiger Anbau, Häuslerhaus, Frackdach. | 09243075 |
| Direkt Bild zu diesem Denkmal hochladen | Wohnstallhaus, Seitengebäude und Scheune eines Vierseithofes                                                                  | Dorfstraße 88 (Karte)   | um 1750 (Wohnstallhaus)                     | Baugeschichtlich von Bedeutung, Fachwerkbauten, das Wohnhaus mit altertümlicher Fachwerkkonstruktion (V-Streben). - Seitengebäude: Stall, Durchfahrt, Erdgeschoss massiv, Obergeschoss Fachwerk, Giebel massiv, Anbau um 1900, Klinkerornamentik gelb/rot, Putz, - Wohnhaus: Gezapfte Fußbänder, kielbogenartige Kehlung in Schwelle, Giebel verschiefert, hohes Krüppelwalmdach, Erdgeschoss massiv, - Scheune: Fachwerk, Giebel massiv 1921. | 09243076 |
| Direkt Bild zu diesem Denkmal hochladen | Scheune und Stallgebäude eines Dreiseithofes                                                                                  | Dorfstraße 89 (Karte)   | 19. Jahrhundert                             | Baugeschichtlich von Bedeutung, Fachwerkbauten (der Hof ehemals mit Wohnhaus in altertümlicher Fachwerkkonstruktion mit Andreaskreuzen, 2002 abgebrochen). - Wohnhaus: Andreaskreuze, geblattete Kopfbänder, steiles Satteldach, Teilabbruch, - Stall: Tür im Obergeschoss, 2005 Scheune und Stall saniert. | 09243077 |
| Direkt Bild zu diesem Denkmal hochladen | Häusleranwesen | Dorfstraße 90 (Karte)   | um 1800                                     | Sozialgeschichtlich und baugeschichtlich von Bedeutung, ein Fachwerkhaus. Fachwerk Obergeschoss, verschiedene Anbauten. | 09243078 |
| Direkt Bild zu diesem Denkmal hochladen | Häusleranwesen | Dorfstraße 91 (Karte)   | um 1800                                     | Sozialgeschichtlich und baugeschichtlich von Bedeutung, ein Fachwerkhaus. Häuslerhaus, Fachwerk Obergeschoss, Erdgeschoss massiv, verschiedene Anbauten. | 09243079 |
| Direkt Bild zu diesem Denkmal hochladen | Stallgebäude eines Bauernhofes                                                                                                | Dorfstraße 92 (Karte)   | um 1900                                     | Wirtschafts- und baugeschichtlich von Bedeutung, ein Fachwerkbau mit altertümlicher Konstruktion (Thüringer Leiter). Durchfahrt, Kreuzgewölbe, sechs Säulen, Gurtbögen, Taubenausflugslöcher, Wassertrog. | 09243080 |
| Direkt Bild zu diesem Denkmal hochladen | Scheune und Seitengebäude (Stallgebäude) eines Vierseithofes                                                                  | Dorfstraße 93 (Karte)   | 19. Jahrhundert                             | Baugeschichtlich von Bedeutung, Fachwerkbauten. | 09243081 |
| Direkt Bild zu diesem Denkmal hochladen | Häusleranwesen mit kleinem angebautem Seitengebäude                                                                           | Dorfstraße 95 (Karte)   | 2. Hälfte 18. Jahrhundert                   | Sozialgeschichtlich und baugeschichtlich von Bedeutung, ein Fachwerkbau. Fachwerk teilweise auch im Erdgeschoss, Schiffchenkehlen, Häuslerhaus, gezapfte Holzverbindungen. | 09243082 |
| Direkt Bild zu diesem Denkmal hochladen | Wohnhaus und Stallgebäude eines Bauernhofes                                                                                   | Dorfstraße 97 (Karte)   | bezeichnet 1910                             | Baugeschichtlich von Bedeutung, Fachwerkbauten, das Wohnhaus ein Bau im Stil des späten Historismus mit Fachwerkgiebeln. - Stall 1880 massiv unterfahren, Tordurchfahrt, schönes Tor wahrscheinlich Sonnenmotiv, - Wohnhaus: 1910 erbaut Initiale „I.Schlegel“, Fachwerk Drempel mit Andreaskreuzen und Knaggen, Tür- und Fenstergewände, Werksteinsockel, Vorhäuschen.                                                                        | 09243083 |
| Direkt Bild zu diesem Denkmal hochladen | Wohnhaus, Scheune und Stallgebäude eines Vierseithofes                                                                        | Dorfstraße 99 (Karte)   | 1906 (Wohnhaus)                             | Baugeschichtlich von Bedeutung, Fachwerkbauten, das Wohnhaus im Jugendstil mit Fachwerkelementen. Städtisch anmutendes massives Wohnhaus, Farbglasfenster im Treppenhaus, Schäden am Putz und anderes, Fachwerk Drempel und Zwerchgiebel an Hofseite. | 09243084 |
| Direkt Bild zu diesem Denkmal hochladen | Häusleranwesen mit Bienenhaus                                                                                                 | Dorfstraße 100 (Karte)  | um 1800                                     | Wirtschaftsgeschichtlich und baugeschichtlich von Bedeutung, ein Fachwerkbau. Bienenhaus rund 50 Jahre alt oder älter, Erdgeschoss massiv, Obergeschoss Fachwerk, zahlreiche verschiedene Anbauten. | 09243085 |
| Direkt Bild zu diesem Denkmal hochladen | Wohnstallhaus und Seitengebäude eines Vierseithofes                                                                           | Dorfstraße 102 (Karte)  | 1. Hälfte 18. Jahrhundert (Wohnstallhaus)   | Baugeschichtlich von Bedeutung, Fachwerkbauten, das Wohnhaus mit alter Fachwerkkonstruktion (K-Streben). | 09243086 |
| Direkt Bild zu diesem Denkmal hochladen | Stallgebäude eines Bauernhofes                                                                                                | Dorfstraße 105 (Karte)  | bezeichnet 1905                             | Baugeschichtlich von Bedeutung, ein Fachwerkbau, der massive Giebel im Jugendstil. Erdgeschoss massiv verändert, Fachwerk Obergeschoss, Giebel massiv 1905, Fassadengliederung. | 09243087 |
| Direkt Bild zu diesem Denkmal hochladen | Häusleranwesen | Dorfstraße 106          | um 1800                                     | Sozialgeschichtlich und baugeschichtlich von Bedeutung, ein Fachwerkbau. Häuslerhaus, Fachwerk Obergeschoss, Erdgeschoss massiv, verschiedene Anbauten, Giebel verschiefert. | 09243088 |
| Direkt Bild zu diesem Denkmal hochladen | Seitengebäude und Scheune eines ehemaligen Vierseithofes                                                                      | Dorfstraße 107 (Karte)  | um 1800                                     | Wirtschaftsgeschichtlich und baugeschichtlich von Bedeutung, Fachwerkbauten. - Stall: Erdgeschoss massiv, Garageneinbauten, Obergeschoss Fachwerk, - Scheune: „A.Sch.“ Initiale, Giebel massiv mit Ziegel und Putz. | 09243089 |
| Direkt Bild zu diesem Denkmal hochladen | Wohnstallhaus, Scheune und zwei Seitengebäude eines Vierseithofes                                                             | Dorfstraße 110 (Karte)  | um 1800, Umbau 1907 (Wohnstallhaus)         | Wirtschaftsgeschichtlich und baugeschichtlich von Bedeutung, Fachwerkbauten. - Wohnhaus: Fachwerk Obergeschoss, Erdgeschoss massiv, Obergeschoss verputzt, mit nachträglich angebautem Hausflügel mit Fachwerk, um 1800 vermutlich erbaut, 1888 massiv unterfahren, - Anbau von 1907: Andreaskreuze. | 09243090 |
| Direkt Bild zu diesem Denkmal hochladen | Stallgebäude eines ehemaligen Vierseithofes                                                                                   | Dorfstraße 111 (Karte)  | um 1800, Umbau bezeichnet 1886              | Baugeschichtlich von Bedeutung, ein Fachwerkbau mit altertümlicher Konstruktion (V-Streben). Stallgebäude, wahrscheinlich ehemaliges Wohnstallhaus, Aufschrift „L.Öhler“, massiv unterfahren 1886, Schiffchenkehlen, Torhaus (zweites Seitengebäude) vor 2007 abgebrochen. | 09243091 |
| Direkt Bild zu diesem Denkmal hochladen | Seitengebäude und Scheune eines Vierseithofes                                                                                 | Dorfstraße 113 (Karte)  | um 1800                                     | Baugeschichtlich von Bedeutung, Fachwerkbauten mit massiven Giebeln. - Seitengebäude: Erdgeschoss massiv, Obergeschoss Fachwerk, - Scheune: Giebel massiv, Fachwerk, Garageneinbau als Nutzung – massiv. | 09243092 |
| Direkt Bild zu diesem Denkmal hochladen | Wohnstallhaus, Scheune und Torhaus eines Vierseithofes                                                                        | Dorfstraße 114 (Karte)  | um 1720 (Wohnstallhaus)                     | Wirtschaftsgeschichtlich und baugeschichtlich von Bedeutung, Fachwerkbauten, das Wohnhaus mit altertümlicher Fachwerkkonstruktion (K-Streben). - Wohnhaus: Halbe Männer, gezapfte Holzverbindungen, Schiffchenkehlen in Schwelle, Giebel verkleidet, Erdgeschoss massiv verändert, Scheune Fachwerk, - Torhaus: 1947 nach Brand teilweise wieder aufgebaut, schönes Tor.                                                                       | 09243093 |
| Direkt Bild zu diesem Denkmal hochladen | Wohnstallhaus und Seitengebäude (Scheune mit Stallteil) eines Vierseithofes                                                   | Dorfstraße 116 (Karte)  | um 1800 (Wohnstallhaus)                     | Wirtschaftsgeschichtlich und baugeschichtlich von Bedeutung, Fachwerkbauten. Wohnhaus und Seitengebäude: Zweikanter, nur Teil des Seitengebäudes (Scheune mit Stallteil) noch original mit Fachwerk, Erdgeschoss massiv, Obergeschoss Fachwerk. | 09243094 |
| Direkt Bild zu diesem Denkmal hochladen | Seitengebäude (Stall) und Scheune eines Vierseithofes                                                                         | Dorfstraße 117 (Karte)  | 19. Jahrhundert                             | Wirtschaftsgeschichtlich und baugeschichtlich von Bedeutung, Fachwerkbauten. Scheune Fachwerk, Seitengebäude: Stall, massiver Giebel und Erdgeschoss. | 09243095 |
| Direkt Bild zu diesem Denkmal hochladen | Wohnstallhaus und ein Seitengebäude eines Vierseithofes                                                                       | Dorfstraße 121 (Karte)  | bezeichnet 1857                             | Baugeschichtlich von Bedeutung, Fachwerkbauten. Wohnhaus: Fachwerk Obergeschoss, Erdgeschoss massiv, Aufschrift an Tür: „Johann Gottlieb Feistel Bauherr, Karl Köhler Baumeister, 30. Mai 1857“, Abbruch eines Seitengebäudes 1998. | 09243097 |
| Direkt Bild zu diesem Denkmal hochladen | Seitengebäude und Scheune eines Vierseithofes                                                                                 | Dorfstraße 122 (Karte)  | 19. Jahrhundert                             | Baugeschichtlich von Bedeutung, ortsbildprägende Fachwerkbauten mit massiven Giebeln. Nicht besichtigt, Fachwerk. | 09243098 |
| Direkt Bild zu diesem Denkmal hochladen | Wohnstallhaus und Stallgebäude eines Bauernhofes                                                                              | Dorfstraße 123 (Karte)  | 1. Hälfte 18. Jahrhundert, spätere Umbauten | Baugeschichtlich von Bedeutung, Fachwerkbauten mit massiven Giebeln. Veränderungen an beiden Gebäude, Stall in schlechtem Zustand. | 09243099 |
| Direkt Bild zu diesem Denkmal hochladen | Häusleranwesen (Umgebinde) mit Anbauten                                                                                       | Dorfstraße 127 (Karte)  | 2. Hälfte 18. Jahrhundert                   | Baugeschichtlich von Bedeutung, eines der wenigen noch erhaltenen Umgebindehäuser, Wohnhaus Umgebinde mit Knaggen und gezapften Holzverbindungen, vielleicht Schmiede. | 09243101 |
| Direkt Bild zu diesem Denkmal hochladen | Pfarrhof mit Pfarrhaus, altem Wohnstallhaus (Umgebinde), Scheune und Schuppen                                                 | Dorfstraße 129 (Karte)  | bezeichnet 1768 (Pfarrhaus)                 | Pfarrhaus Obergeschoss Fachwerk, altes zweigeschossiges Wohnstallhaus Umgebinde, wohl teils Blockbauweise, Scheune Fachwerk mit großem Tor, Schuppen Fachwerk, ortsgeschichtlich und baugeschichtlich von Bedeutung. - Wohnhaus: Mit barocker Kartusche bezeichnet „SDG 1768“, - Ehemaliges Wohnstallhaus: Fachwerk Obergeschoss, Erdgeschoss mit Blockstube und Stall in Blockbauweise, Umgebinde, geblattete Kopfbänder, halbe Männer.       | 09243102 |
| Direkt Bild zu diesem Denkmal hochladen | Wohnstallhaus, Seitengebäude und Scheune eines Dreiseithofes                                                                  | Dorfstraße 132 (Karte)  | um 1800                                     | Baugeschichtlich von Bedeutung, Fachwerkbauten. An Scheune rückseitiger Anbau, Fachwerk. | 09243103 |
| Direkt Bild zu diesem Denkmal hochladen | Wohnstallhaus und Stallgebäude eines Vierseithofes                                                                            | Dorfstraße 137 (Karte)  | Ende 18. Jahrhundert                        | Baugeschichtlich von Bedeutung, Fachwerkbauten, das Wohnhaus mit altertümlicher Fachwerkkonstruktion. Fachwerk Obergeschoss, Balkonanbau an Wohnhaus, Obergeschoss teilweise verbrettert. | 09243105 |
| Direkt Bild zu diesem Denkmal hochladen | Seitengebäude eines Vierseithofes                                                                                             | Dorfstraße 138 (Karte)  | nach 1900                                   | Baugeschichtlich von Bedeutung, seltener Fachwerkbau des frühen 20. Jahrhunderts. | 09243106 |
| Direkt Bild zu diesem Denkmal hochladen | Wohnstallhaus eines Bauernhofes                                                                                               | Dorfstraße 139 (Karte)  | um 1800                                     | Baugeschichtlich von Bedeutung, ein Fachwerkbau. Anbauten | 09243107 |
| Direkt Bild zu diesem Denkmal hochladen | Wohnstallhaus, Stallgebäude und Durchfahrtscheune eines ehemaligen Vierseithofes                                              | Dorfstraße 142 (Karte)  | um 1680 (Wohnstallhaus)                     | Baugeschichtlich von Bedeutung, Fachwerkbauten, das Wohnhaus mit altertümlicher Fachwerkkonstruktion (geschweifte Andreaskreuze, Wilder Mann). Wohnhaus: geschwungene Andreaskreuze, halbe Männer, Giebel verbrettert, Krüppelwalmdach, Erdgeschoss massiv und verändert. | 09243108 |
| Direkt Bild zu diesem Denkmal hochladen | Wohnstallhaus und Seitengebäude eines Bauernhofes                                                                             | Dorfstraße 144 (Karte)  | bezeichnet 1822                             | Baugeschichtlich von Bedeutung, ortsbildprägende Fachwerkbauten. Guter Bauzustand. | 09243109 |
| Direkt Bild zu diesem Denkmal hochladen | Wohnstallhaus und Seitengebäude eines Vierseithofes                                                                           | Dorfstraße 145 (Karte)  | 2. Hälfte 18. Jahrhundert, spätere Umbauten | Baugeschichtlich von Bedeutung, Fachwerkbauten, Wohnhaus mit altertümlicher Fachwerkkonstruktion (Zahnschnittfries). - Wohnhaus: An Schwelle Zahnfries, - Seitengebäude: Mit massivem Giebel. | 09243110 |
| Direkt Bild zu diesem Denkmal hochladen | Torhaus eines Vierseithofes                                                                                                   | Dorfstraße 147 (Karte)  | 19. Jahrhundert                             | Baugeschichtlich von Bedeutung, ein Fachwerkbau. | 09243111 |
| Direkt Bild zu diesem Denkmal hochladen | Zwei Seitengebäude eines Vierseithofes                                                                                        | Dorfstraße 148 (Karte)  | um 1800                                     | Baugeschichtlich von Bedeutung, ortsbildprägende Fachwerkbauten. Fachwerk Obergeschoss, Erdgeschoss massiv. | 09243112 |

## Trünzig
| Bild                                    | Bezeichnung | Lage                              | Datierung                             | Beschreibung | ID       |
| --------------------------------------- | --- | --------------------------------- | ------------------------------------- | --- | -------- |
| Weitere Bilder                          | Bahnwärterhaus mit Dienstraumanbau, Wartehäuschen, Bahnsteig und Bahnsteigbeleuchtung | Landsteig (Karte)                 | 1975                                  | Bahnsteig inklusive Bahnsteigkanten aus Beton, authentisches Ensemble der 1950er bis 1970er Jahre innerhalb der Sachgesamtheit Werdauer Waldeisenbahn, eisenbahngeschichtlich und ortsgeschichtlich von Bedeutung (siehe auch das Sachgesamtheitsdokument Werdauer Waldeisenbahn – Objekt 09305659). Einzeldenkmale der Sachgesamtheit Werdauer Waldeisenbahn: - Bahnwärterhaus (Baujahr 1952, schlichter eingeschossiger Putzbau mit Drempel, Drempel durch Putzband vom Erdgeschoss abgesetzt, Natursteinsockel, flaches Satteldach, profilierte Sparrenköpfe – Typenbau, vgl. Schrankenwärterhaus am Bahnübergang zwischen Langenbernsdorf und Teichwolframsdorf) mit Anbau am nördlichen Giebel: Dienstraum mit Fahrkartenausgabe (Baujahr 1975, eingeschossig, Pultdach), - Wartehäuschen (Baujahr 1975, schlichter Betonbau, ersetzte einen Holzunterstand, Seitenwände aus Betonfertigteilen, gleiszugewandte Seitenwand in geometrischem Muster durchbrochen, darüber vorkragendes Pultdach), - Bahnsteig (Bahnsteigkante aus Betonelementen) - Bahnsteigbeleuchtung: Polygonale Betonmasten mit BG-Leuchten (VEB Narva Leuchtenbau Leipzig, schwarze Mastansatzleuchte mit Polyäthylengehäuse, Natriumdampflampe, ab Mitte der 1970er Jahre eingesetzt). Haltepunkt der Eisenbahnstrecke Werdau–Mehltheuer (Streckenkürzel WM), Streckenkilometer 10,40, bereits ab 1888 Bemühungen um einen Trünziger Bahnhof an der Strecke, Eröffnung allerdings erst am 18. Mai 1952, damit jüngste Bahnstation der Strecke, diente v. a. als Pendlerbahnhof für den Wismut-Berufsverkehr, wurde 1998 für den Personennahverkehr geschlossen. | 09305658 |
| Weitere Bilder                          | Sachgesamtheitsbestandteil der Sachgesamtheit Werdauer Waldeisenbahn, Teilabschnitt Langenbernsdorf, OT Trünzig: die Einzeldenkmale Bahnwärterhaus mit Dienstraumanbau, Wartehäuschen, Bahnsteig und Bahnsteigbeleuchtung des Haltepunkts Trünzig (siehe Obj. 09305658) und die Sachgesamtheitsteile Unterbau, Oberbau, Signalanlagen, Fernmeldeanlagen, Streckenkilometrierung sowie eine Straßenüberführung | (Karte)                           |                                       | Wichtige Abfuhrstrecke für westsächsische Steinkohle nach Thüringen sowie für Seelingstädter Urankonzentrat in Richtung der UdSSR, damit die Region über die Landesgrenze hinaus stark prägend und wirtschaftsgeschichtlich, eisenbahngeschichtlich sowie regionalgeschichtlich von Bedeutung. (Siehe auch das Sachgesamtheitsdokument in Werdau, OT Werdau – Objekt 09305659 – sowie die Sachgesamtheitsbestandteildokumente in Werdau, OT Leubnitz – Objekt 09305660 – und in Langenbernsdorf, OT Langenbernsdorf – Objekt 09305661). Sachgesamtheitsbestandteil der Sachgesamtheit Werdauer Waldeisenbahn mit ihren Bahnanlagen, darunter Gleis- und Signalanlagen, Bahnstationen und Brücken in der Stadt Werdau (OT Werdau, Leubnitz) sowie in der Gemeinde Langenbernsdorf (OT Langenbernsdorf, Trünzig). Davon gehören zum Teilabschnitt Langenbernsdorf, OT Trünzig: - die Einzeldenkmale Bahnwärterhaus mit Dienstraumanbau, - Wartehäuschen, - Bahnsteig und Bahnsteigbeleuchtung des Haltepunkts Trünzig (siehe Obj. 09305658) und die - Sachgesamtheitsteile Unterbau, Oberbau, Signalanlagen, Fernmeldeanlagen, Streckenkilometrierung sowie eine Straßenüberführung. | 09305662 |
| Direkt Bild zu diesem Denkmal hochladen | Ehemaliges Wohnstallhaus eines Vierseithofes | Friedmannsdorfer Straße 5 (Karte) | um 1800                               | Zeit- und landschaftstypisches Fachwerkhaus, baugeschichtlich von Bedeutung. Wohnhaus: Fachwerk Obergeschoss, Krüppelwalmdach, traufseitig verbrettert, guter Originalbestand, Stube mit Holzeinschubdecke, dort Schiffchenkehlen, flacher Unterzug, Giebel verbrettert mit Wetterschrägen, Gartenwirtschaft. | 09240544 |
| Direkt Bild zu diesem Denkmal hochladen | Wohnstallhaus eines Dreiseithofes | Friedmannsdorfer Straße 6 (Karte) | laut Angabe 1810                      | Zeit- und landschaftstypisches Bauernhaus in gutem Originalzustand, baugeschichtlich von Bedeutung, ein Fachwerkhaus. Fachwerk Obergeschoss, Datierung laut mündlicher Überlieferung, Erdgeschoss massiv unterfahren 1907, schön verziertes Giebeldreieck mit Rautenornament, Satteldach. | 09240543 |
| Direkt Bild zu diesem Denkmal hochladen | Kirche sowie Grabmal Wilhelmine Polenz auf dem Kirchhof | Kirchberg (Karte)                 | 1853                                  | Künstlerisch und ortsgeschichtlich von Bedeutung, ein Bau im Stil der frühen Neogotik. Nach Brand errichtet, zwei Emporen, Grabmal Wilhelmine Polenz, geborene Riebold, gestorben 1902, Kupferblech, Lorbeerkranz und Bildnis. | 09243708 |
| Direkt Bild zu diesem Denkmal hochladen | Ehemaliges Wohnhaus (heute Werkstatt) und Scheune eines Dreiseithofes | Kirchberg 2                       |                                       | | 09243711 |
| Direkt Bild zu diesem Denkmal hochladen | Pfarrhaus | Kirchberg 3 (Karte)               | 1853                                  | Ortsgeschichtlich von Bedeutung, Gebäude in gutem Originalzustand, ortsbildprägend. Fünf Achsen, zweigeschossig, originale Fenster und Türen, ockerfarben, nach Brand neu erbaut, Krüppelwalmdach. | 09243710 |
| Direkt Bild zu diesem Denkmal hochladen | Wohnstallhaus, Scheune und Seitengebäude eines Dreiseithofes | Kirchberg 8 (Karte)               | um 1850                               | Landschaftstypischer Bauernhof in gutem Originalzustand, baugeschichtlich von Bedeutung, größtenteils Fachwerkbauten. - Scheune: Eingeschossig mit Drempel, Fachwerk-Konstruktion, Satteldach, guter Originalzustand, - Wohnhaus: Zweigeschossig, Erdgeschoss massiv und leicht verändert, Fachwerk Obergeschoss verkleidet, Satteldach, - Seitengebäude: Erdgeschoss massiv, Obergeschoss Fachwerk, verputzt und verkleidet, Hoftraufseite großes Holztor, Taubenschlag, Krüppelwalmdach. | 09243705 |
| Direkt Bild zu diesem Denkmal hochladen | Zwei Seitengebäude, Scheune und Torbogen eines Vierseithofes | Kirchberg 10; 10a (Karte)         | bezeichnet 1848                       | Landschaftstypischer Bauernhof des beginnenden 19. Jahrhunderts in gutem Erhaltungszustand, baugeschichtlich von Bedeutung. Erstes Seitengebäude (heute Wohnhaus, Kirchberg 10a, Flstk. 557/2): Inschrift „Am 6den April stürzte die Flame des Feuers Mich darnieder. Am 5den Oktober 1848 erhob Man durch Gott und gute Leute aus dem Staub man Mich wieder“, „Urban B.M“, „J.M.“, Schlussstein am Tor (vom Haus umgesetzt): „Gottes Segen über dieses Haus und über alle die hier gehen ein und aus /1848/ J.M.Sch.“, Scheune: „1848“. | 09243707 |
| Direkt Bild zu diesem Denkmal hochladen | Zwei Seitengebäude und Scheune eines Vierseithofes | Kirchberg 11 (Karte)              | um 1850                               | Landschaftstypische Wirtschaftsgebäude in gutem Originalzustand, baugeschichtlich von Bedeutung, Fachwerkbauten. Beide Krüppelwalmdach, - Scheune: Fachwerk, Seitengebäude: Erdgeschoss massiv, Fachwerk-Obergeschoss, - Zweites Seitengebäude: Massiver Giebel, Fachwerk Drempelgeschoss, Erdgeschoss massiv, Satteldach- | 09243709 |
| Direkt Bild zu diesem Denkmal hochladen | Schule | Schulweg 3 (Karte)                | um 1900                               | Zweigeschossig mit Mittelrisalit, ortsgeschichtlich von Bedeutung, historistisch mit Klinkerfassade. Klinkerfassade, Mittelrisalit, Zwerchgiebel, Satteldach, Eckquaderung, roter Klinker, Betongewände, originale Tür, entstellende Fenster, zweigeschossig, mit Muschelornament verziert, Uhr, nicht denkmalwerter Anbau. | 09243699 |
| Direkt Bild zu diesem Denkmal hochladen | Wohnstallhaus (Umgebinde), Seitengebäude, Scheune und zweites Seitengebäude (heute Wohnhaus) eines Vierseithofes | Schulweg 7 (Karte)                | bezeichnet 1832                       | Landschaftstypischer Bauernhof mit in dieser Hauslandschaft nur noch selten anzutreffendem Umgebindehaus mit Blockstube, baugeschichtlich von Bedeutung, größtenteils Fachwerkbauten. - Wohnstallhaus: Blockstube mit erhaltener Holzeinschubdecke, Umgebinde, Spannriegel mit Kielbogen verziert, Blockstube von 1832, Fachwerk-Obergeschoss, zum Teil massiv ersetzt, Umgebindekonstruktion komplett erhalten, Satteldach, traufseitiger Anbau mit Fachwerk, - Seitengebäude: Kuhstall, Heuboden, Ständerbau, Kniestock, im Dachstuhl Holzverbindungen geblattet, 18. Jahrhundert, Fußboden Schwarten, Satteldach, Windverband, Kehlbalken, ursprünglich Strohdach, Tor mit Drehangeln, Holz, - Zweites Wohnhaus, ursprünglich Stallgebäude: Satteldach, Fachwerk-Obergeschoss, Erdgeschoss massiv, um 1800, - Scheune: Massiv, um 1900, Satteldach, schöne Holztore, 2005 Wohnstallhaus teilsaniert, Seitengebäude und Scheune unsaniert, zweites Seitengebäude gefährdet. | 09243700 |
| Direkt Bild zu diesem Denkmal hochladen | Wohnstallhaus eines ehemaligen Vierseithofes | Schulweg 10 (Karte)               | um 1800                               | Landschaftstypischer Bauernhof in gutem Originalzustand, baugeschichtlich von Bedeutung, ein Fachwerkbau. - Wohnstallhaus: Um 1800, Erdgeschoss massiv, Lehmstock auf Bruchsteinsockel, verputzt, Fenstergewände, Fachwerk-Obergeschoss, kräftige Schwelle, Krüppelwalmdach, - Seitengebäude: Kleiner Baukörper, Fachwerk-Obergeschoss teilweise verkleidet, Giebel und Erdgeschoss massiv, Satteldach, sehr einfach, Seitengebäude und Tor 2004 aus der Liste genommen, Wohnstallhaus ist leer stehend und gefährdet. | 09243701 |
| Direkt Bild zu diesem Denkmal hochladen | Wohnstallhaus eines Zweiseithofes | Steinbruchweg 2 (Karte)           | 2. Hälfte 18. Jahrhundert             | Zeittypisches Fachwerkwohnhaus, sozialgeschichtlich von Bedeutung. Sehr schlechter Bauzustand, Fachwerk-Obergeschoss, Erdgeschoss massiv, Satteldach, verwahrlost. | 09240540 |
| Direkt Bild zu diesem Denkmal hochladen | Wohnstallhaus, Seitengebäude und Scheune eines Vierseithofes | Stöckener Straße 5 (Karte)        | um 1750                               | Landschaftstypischer Bauernhof in gutem Originalzustand, baugeschichtlich von Bedeutung, Fachwerkbauten, das Wohnhaus mit altertümlicher Fachwerkkonstruktion (Thüringer Leiter). - Wohnstallhaus: Krüppelwalmdach, Giebel verschiefert, schöne Wetterschräge, leicht vorkragende Schwelle mit Abfasung, ursprünglich Blockstube, Holzdecke in Stube, strebenreiches Fachwerk, Erdgeschoss Lehmwände, - Seitengebäude: Verschlagener Giebel, Satteldach mit Biberschwanzdeckung, Fachwerk-Obergeschoss, Erdgeschoss massiv unterfahren, Wetterschrägen, Mitte 18. Jahrhundert, - Scheune: Krüppelwalmdach, Giebel verschiefert, gleiche Bauzeit, kein guter Bauzustand, Hof in gutem Originalbestand, am Wohnhausgiebel originale Schiebefenster (1994 erhalten, 2005 nicht mehr vorhanden), 2005 Wohnstallhaus und Seitengebäude teilsaniert, Scheune gefährdet. | 09243697 |
| Direkt Bild zu diesem Denkmal hochladen | Häuslerhaus | Walddorfer Ring 13 (Karte)        | um 1800                               | Obergeschoss Fachwerk, landschaftstypisch in gutem Originalzustand, baugeschichtlich von Bedeutung. Fachwerk Obergeschoss teilweise verkleidet, Wetterschrägen, Krüppelwalmdach, guter Originalbestand, Holz durch Schädlinge befallen. | 09243693 |
| Direkt Bild zu diesem Denkmal hochladen | Wohnhaus (Umgebinde) | Waldhäuser 1 (Karte)              | um 1800                               | Sehr guter Originalzustand, baugeschichtlich von Bedeutung. Ein Umgebindehaus zweigeschossig, Erdgeschoss massiv, Umgebinde im Stubenbereich, Obergeschoss Fachwerk, Giebel verschiefert, Krüppelwalmdach. | 09240536 |
| Direkt Bild zu diesem Denkmal hochladen | Wohnstallhaus, Stallgebäude und Scheune eines Vierseithofes | Waldhäuser 11 (Karte)             | um 1750                               | Zeittypische Wohn- und Wirtschaftsgebäude, sozialgeschichtlich und baugeschichtlich von Bedeutung, Fachwerkbauten. - Stallgebäude: Ursprünglich mit Toreinfahrt an Giebelseite, nachträglich vermutlich zweibogige Oberlaube angebaut, Erdgeschoss massiv unterfahren, Satteldach, - Scheune: 1741, Fachwerk, Fachwerkdrempel, Satteldach, Kellereingang massiv, giebelseitiger Anbau, - Wohnhaus: Um 1750, Krüppelwalmdach, Erdgeschoss massiv, ein zu großes Fenster, traufseitiger Anbau mit Fachwerk und Satteldach. | 09240539 |
| Direkt Bild zu diesem Denkmal hochladen | Wohnstallhaus und Seitengebäude eines Dreiseithofes | Waldweg 7 (Karte)                 | um 1800                               | Zeittypische Hofanlage, sozialgeschichtlich und städtebaulich von Bedeutung, Fachwerkbauten. - Seitengebäude: Fachwerk und Fachwerk-Drempel, Giebel verkleidet, Satteldach, - Wohnhaus: Fachwerk-Obergeschoss verkleidet, Krüppelwalmdach, Erdgeschoss massiv, leichte Veränderungen, 2005 Wohnstallhaus teilsaniert, Seitengebäude unsaniert. | 09240538 |
| Direkt Bild zu diesem Denkmal hochladen | Wohnhaus und Seitengebäude eines Zweiseithofes | Waldweg 8 (Karte)                 | um 1800                               | Kleines Häusleranwesen, baugeschichtlich und sozialgeschichtlich von Bedeutung. - Wohnhaus: Erdgeschoss massiv, Fachwerk-Obergeschoss, Satteldach, - Seitengebäude (Schuppen): Massiv, um 1900, 2005 Tor neu (kein Denkmal mehr). | 09240537 |
| Direkt Bild zu diesem Denkmal hochladen | Häuslerhaus | Waldweg 10 (Karte)                | Um 1800                               | Original erhaltenes, landschaftstypisches Häuslerhaus, baugeschichtlich von Bedeutung, ein Fachwerkhaus | 09243698 |
| Direkt Bild zu diesem Denkmal hochladen | Häuslerhaus | Zur Eichleithe 9 (Karte)          | Um 1800                               | Landschaftstypisches Bauernhaus, baugeschichtlich von Bedeutung, ein Fachwerkhaus | 09243704 |
| Direkt Bild zu diesem Denkmal hochladen | Häuslerhaus mit angebautem Schuppen sowie Pumpe und Einfriedung | Zur Eichleithe 11 (Karte)         | Um 1800                               | Landschaftstypisches Bauernhaus in gutem Originalzustand, baugeschichtlich von Bedeutung, ein Fachwerkbau | 09243703 |
| Direkt Bild zu diesem Denkmal hochladen | Herrenhaus des Rittergutes mit Sonnenuhr | Zur Eichleithe 13 (Karte)         | Bezeichnet mit 1749, später überformt | Barock, 1911 verändert, originales Türportal mit Segmentbogenverdachung und Stuckkartuschen, Haustür original, in Füllungen bezeichnet mit 1749/1911, zweigeschossig, später aufgestockt, neunachsig, Eckquaderung, hinter Sonnenuhr Haus später verlängert, regionalhistorische Bedeutung | 09243702 |